# Hormigón

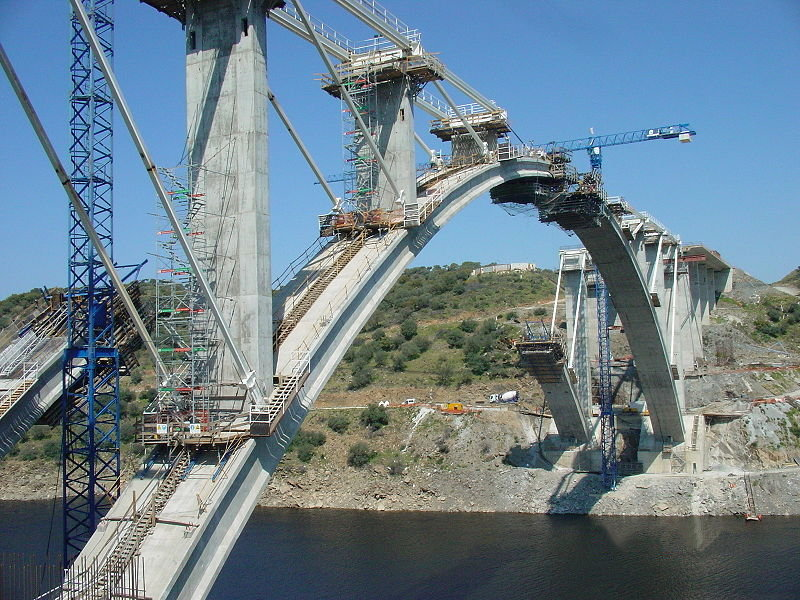
La técnica del hormigón se ha desarrollado mucho en el siglo XXI permitiendo soluciones muy complejas. En este puente sobre el río Almonte (España) se ve cómo progresa la ejecución del primer arco desde los márgenes apoyados en tirantes provisionales faltando de hormigonar solamente la clave del mismo. Detrás, en paralelo, se observa el avance de un segundo arco en una fase más preliminar.

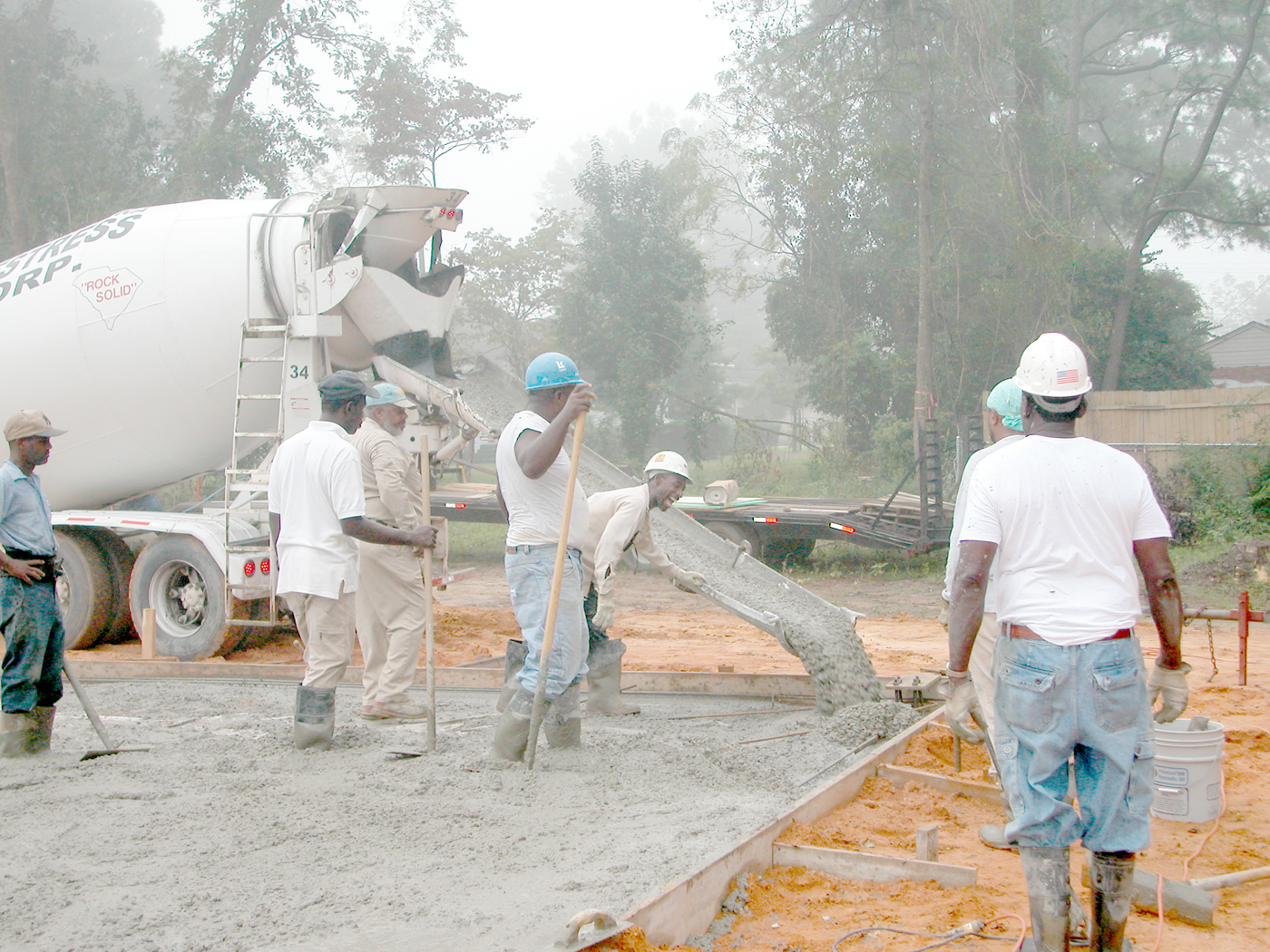
Trabajo de hormigonado o colocación de concreto fresco en obra. El material que se vierte es una masa pastosa. Los trabajadores con botas impermeables se mueven por él sin dificultad.

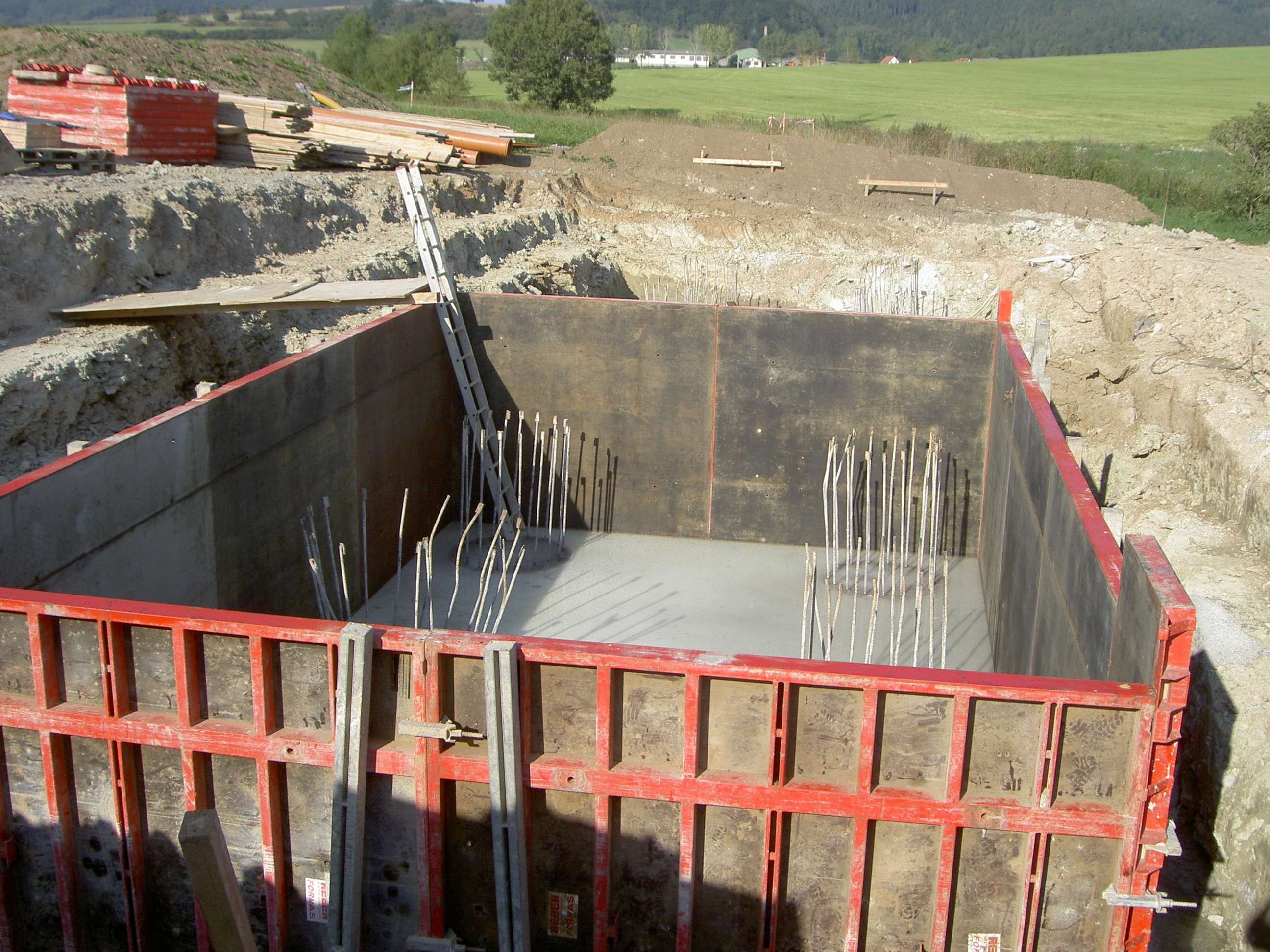
El concreto permite rellenar un molde o encofrado con una forma previamente establecida. En este caso, es un encepado, un elemento que une las cabezas de un grupo de pilotes, hincados o embebidos profundamente en el terreno.

El hormigón(de hormigo, ‘gachas de harina’), concreto (del inglés concrete, y este del latín concrētus, ‘agregado’, ‘condensado’), garujo, nuégado, mazacote, derretido, o masacote, es un material compuesto empleado en construcción, formado esencialmente por un aglomerante al que se añade áridos (agregado), agua y aditivos específicos.
El aglomerante es, en la mayoría de las ocasiones, cemento (generalmente cemento Portland) mezclado con una proporción adecuada de agua para que se produzca una reacción de hidratación. Las partículas de agregados, dependiendo fundamentalmente de su diámetro medio, son los áridos (que se clasifican en grava, gravilla y arena). La mezcla de cemento y agua se denomina pasta de cemento, si a esta se añade arena se cataloga como mortero y si al mortero se le añade grava, se denomina concreto. Existen hormigones que se producen con otros conglomerantes que no son cemento, como el hormigón asfáltico que utiliza betún para realizar la mezcla. En el caso del elaborado con cemento Portland se le suele comúnmente llamar mezcla o cemento (en países como Venezuela o Chile).
El cemento es un material pulverulento que por sí mismo no es aglomerante, y que, mezclado con agua, al hidratarse se convierte en una pasta moldeable con propiedades adherentes, que en pocas horas fragua y se endurece, tornándose en un material de consistencia pétrea. El cemento consiste esencialmente en silicato cálcico hidratado (S-C-H). Este compuesto es el principal responsable de sus características adhesivas. Se denomina cemento hidráulico cuando el cemento, resultante de su hidratación, es estable en condiciones de entorno acuosas. Además, para poder modificar algunas de sus características o comportamiento, se pueden añadir aditivos y adiciones (en cantidades inferiores al 1 % de la masa total del concreto), existiendo una gran variedad de ellos: colorantes, aceleradores y retardadores de fraguado, fluidificantes, impermeabilizantes, fibras, etc.

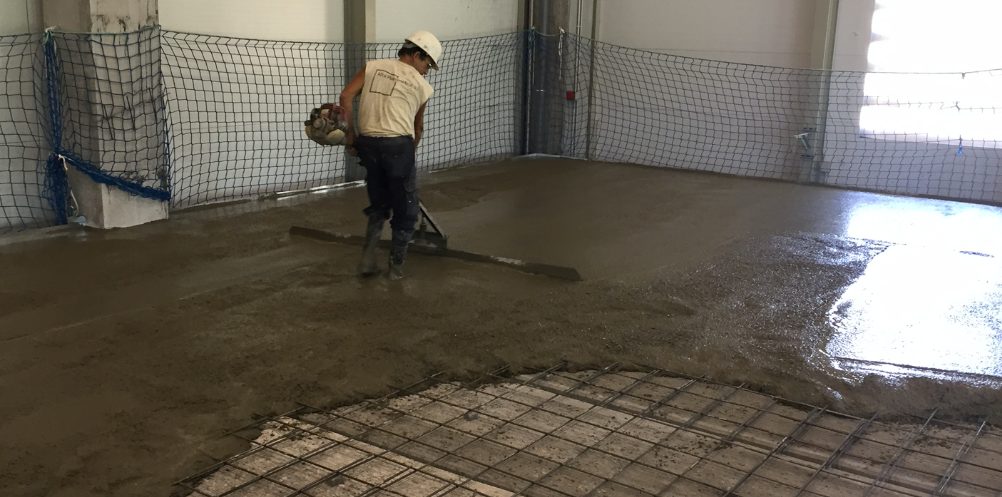
Hormigón Autonivelante Compactable

El hormigón o concreto convencional, normalmente usado en pavimentos, edificios y otras estructuras, tiene un peso específico (densidad, peso volumétrico, masa unitaria) que varía de 2200 hasta 2400 kg/m³ (137 hasta 150 libras/pie³). La densidad del concreto varía dependiendo de la cantidad y la densidad del agregado, la cantidad de aire atrapado (ocluido) o intencionalmente incluido y las cantidades de agua y cemento. Por otro lado, el tamaño máximo del agregado influye en las cantidades de agua y cemento. Al reducirse la cantidad de pasta (aumentándose la cantidad de agregado), se aumenta la densidad. En el diseño del concreto u hormigón armado (reforzado), el peso unitario de la combinación del concreto con la armadura normalmente se considera 2400 kg/m³ (150 lb/ft³).
Dependiendo de las proporciones de cada uno de sus constituyentes existen varios tipos de hormigones. Se considera hormigón pesado aquel que posee una densidad de más de 3200 kg/m³, debido al empleo de agregados densos (empleado en protección contra las radiaciones); el hormigón normal, empleado en estructuras, que posee una densidad de 2200 kg/m³; y el hormigón ligero, con densidades de 1800 kg/m³.
La principal característica estructural del hormigón es su notable resistencia a los esfuerzos de compresión, pero no tiene buen comportamiento frente a otros tipos de esfuerzos (tracción, flexión, cortante, etc.), y por este motivo es habitual usarlo asociado a ciertas armaduras de acero, recibiendo en este caso la denominación de concreto u hormigón armado. Este conjunto se comporta muy favorablemente ante las diversas solicitaciones o esfuerzos mencionados anteriormente. Cuando se proyecta una estructura de concreto armado se establecen las dimensiones de los elementos, el tipo de concreto, los aditivos y el acero que hay que colocar en función de los esfuerzos que deberá soportar y de las condiciones ambientales a que estará expuesto.
A finales del siglo XX ya era el material más empleado en la industria de la construcción. Se le da forma mediante el empleo de moldes rígidos denominados encofrados. Su empleo es habitual en obras de arquitectura e ingeniería, tales como edificios, puentes, diques, puertos, canales, túneles, etc. Incluso en aquellas edificaciones cuya estructura principal se realiza en acero, su utilización es imprescindible para conformar la cimentación. La variedad de hormigones que han ido apareciendo a finales del siglo XX ha permitido que existan, por ejemplo, concreto reforzado con fibras de vidrio (GRC), hormigones celulares que se aligeran con aire, aligerados con fibras naturales y autocompactantes.

## Etimología
La palabra «hormigón» procede del vocablo «hormigo» (‘gachas de harina’), y este a su vez de «hormiga», que viene del latín formīca.
El término «concreto», clasificado en el diccionario de la RAE como americanismo, también es originario del latín: procede de la palabra concretus, que significa ‘crecer unidos’, o ‘unir’. Concretus es una palabra compuesta: del prefijo com- (‘unión’) y el participio pasado del verbo crĕscere (‘crecer’). Su uso en idioma español se transmite por vía de la cultura anglosajona como anglicismo (o calco semántico) a algunos países de América, sobre todo los más próximos a Estados Unidos, siendo la voz inglesa original concrete. Etimológicamente, «concreto» es sinónimo de «concrecionado» y «concreción», que es la unión de diversas partículas para formar una masa.

## Historia

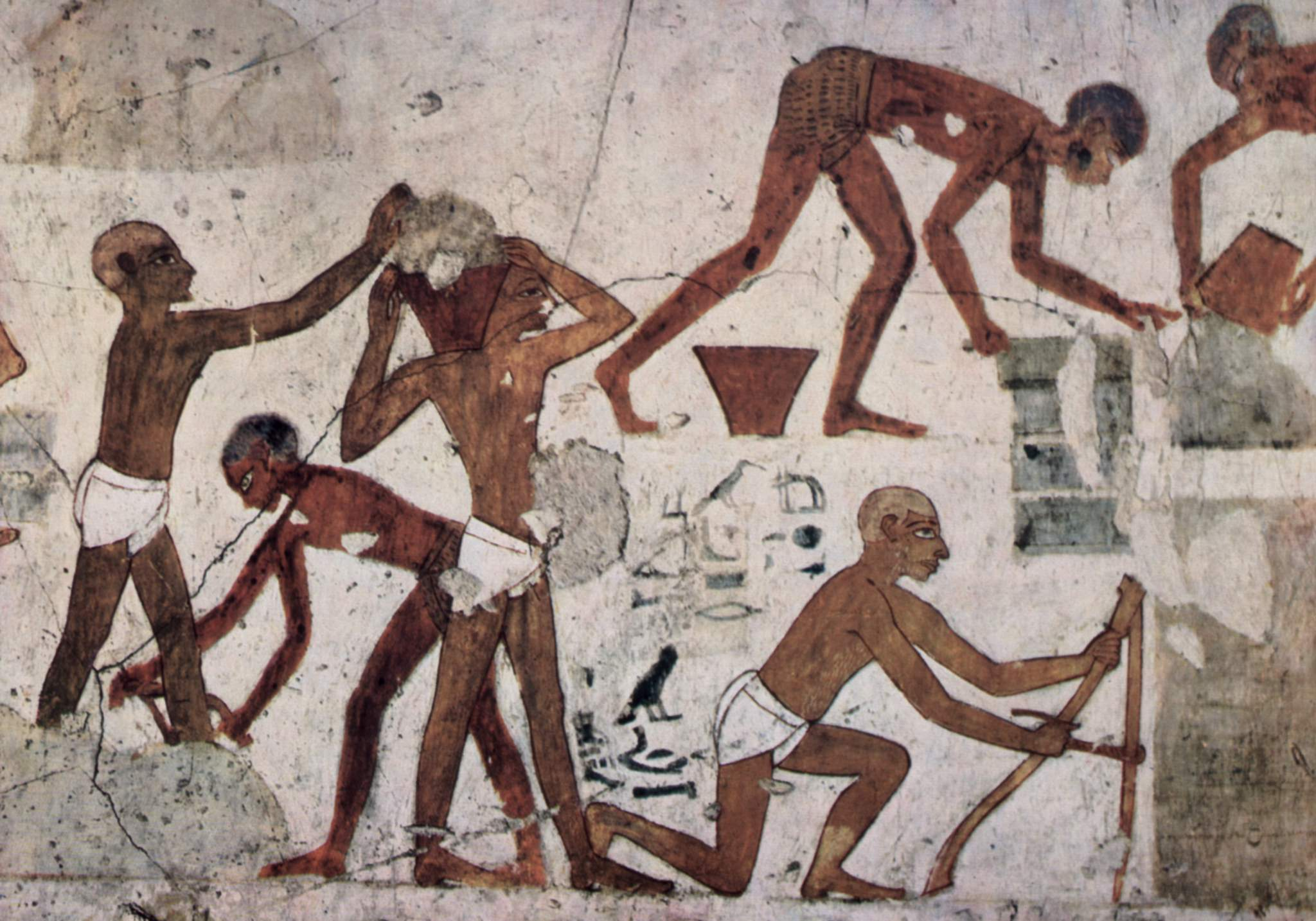
Trabajadores del Antiguo Egipto.
Pintura en la tumba de Rejmira.

La historia del hormigón o concreto constituye un capítulo fundamental de la historia de la construcción. Cuando se optó por levantar edificaciones utilizando materiales arcillosos o pétreos, surgió la necesidad de obtener pastas o morteros que permitieran unir dichos mampuestos para poder conformar estructuras estables. Inicialmente se emplearon pastas elaboradas con arcilla, yeso o cal, pero se deterioraban rápidamente ante las inclemencias atmosféricas. Se idearon diversas soluciones, mezclando agua con rocas y minerales triturados, para conseguir pastas que no se degradasen fácilmente. Así, en el Antiguo Egipto se utilizaron diversas pastas obtenidas con mezclas de yesos y calizas disueltas en agua, para poder unir sólidamente los sillares de piedra, como las que aún perduran entre los bloques calizos del revestimiento de la Gran Pirámide de Guiza.

### Hormigones de cementos naturales
En la Antigua Grecia, hacia el 500 a. C., se mezclaban compuestos de caliza calcinada con agua y arena, añadiendo piedras trituradas, tejas rotas o ladrillos, dando origen al primer hormigón o concreto de la historia, usando tobas volcánicas extraídas de la isla de Santorini. Los antiguos romanos emplearon tierras o cenizas volcánicas, conocidas también como puzolana, que contienen sílice y alúmina, que, al combinarse químicamente con la cal, daban como resultado el denominado cemento puzolánico (obtenido en Pozzuoli, cerca del Vesubio). Añadiendo a su masa trozos de cerámicas u otros materiales de baja densidad (piedra pómez) obtuvieron el primer hormigón aligerado. Con este material se construyeron desde tuberías a instalaciones portuarias, cuyos restos aún perduran. Destacan construcciones como los diversos arcos del Coliseo romano, los nervios de la bóveda de la Basílica de Majencio, con luces de más de 25 metros, las bóvedas de las Termas de Caracalla, y la cúpula del Panteón de Agripa, de unos 43 metros de diámetro, la de mayor luz durante siglos.
Tras la caída del Imperio romano, el hormigón fue poco utilizado, posiblemente debido a la falta de medios técnicos y humanos, la mala calidad de la cocción de la cal, y la carencia o lejanía de tobas volcánicas. No se encuentran muestras de su uso en grandes obras hasta el siglo XIII, en que se vuelve a utilizar en los cimientos de la Catedral de Salisbury, o en la célebre Torre de Londres, en Inglaterra. Durante el Renacimiento su empleo fue escaso y muy poco significativo.
En algunas ciudades y grandes estructuras, construidas por mayas y aztecas en México o las de Machu Picchu en el Perú, se utilizaron materiales cementantes.
En el siglo XVIII, se reaviva el afán por la investigación. John Smeaton, un ingeniero de Leeds fue comisionado para construir por tercera vez un faro en el acantilado de Edystone, en la costa de Cornualles, empleando piedras unidas con un mortero de cal calcinada para conformar una construcción monolítica que soportara la constante acción de las olas y los húmedos vientos; fue concluido en 1759 y la cimentación aún perdura.

### SigloXIX: cemento Portland y hormigón armado
Joseph Aspdin y James Parker patentaron en 1824 el Portland Cement, obtenido de caliza arcillosa y carbón calcinados a alta temperatura —denominado así por su color gris verdoso oscuro, muy similar a la piedra de Pórtland—. Isaac Johnson obtiene en 1845 el prototipo del cemento moderno elaborado de una mezcla de caliza y arcilla calcinada a alta temperatura, hasta la formación del clinker; el proceso de industrialización y la introducción de hornos rotatorios propiciaron su uso para gran variedad de aplicaciones, hacia finales del siglo XIX.
El hormigón o concreto, por sus características pétreas, soporta bien esfuerzos de compresión, pero se fisura con otros tipos de solicitaciones (flexión, tracción, torsión, cortante); la inclusión de varillas metálicas que soportaran dichos esfuerzos propició optimizar sus características y su empleo generalizado en múltiples obras de ingeniería y arquitectura.
La invención del hormigón armado se suele atribuir al constructor William Wilkinson, quien solicitó en 1854 la patente de un sistema que incluía armaduras de hierro para «la mejora de la construcción de viviendas, almacenes y otros edificios resistentes al fuego». El francés Joseph Monier patentó varios métodos en la década de 1860, pero fue François Hennebique quien ideó un sistema convincente de hormigón armado, patentado en 1892, que utilizó en la construcción de una fábrica de hilados en Tourcoing, Lille, en 1895. Hennebique y sus contemporáneos basaban el diseño de sus patentes en resultados experimentales, mediante pruebas de carga; los primeros aportes teóricos los realizan prestigiosos investigadores alemanes, tales como Wilhelm Ritter, quien desarrolla en 1899 la teoría del «Reticulado de Ritter-Mörsch». Los estudios teóricos fundamentales se gestarán en el siglo XX.

### SigloXX: auge de la industria del hormigón

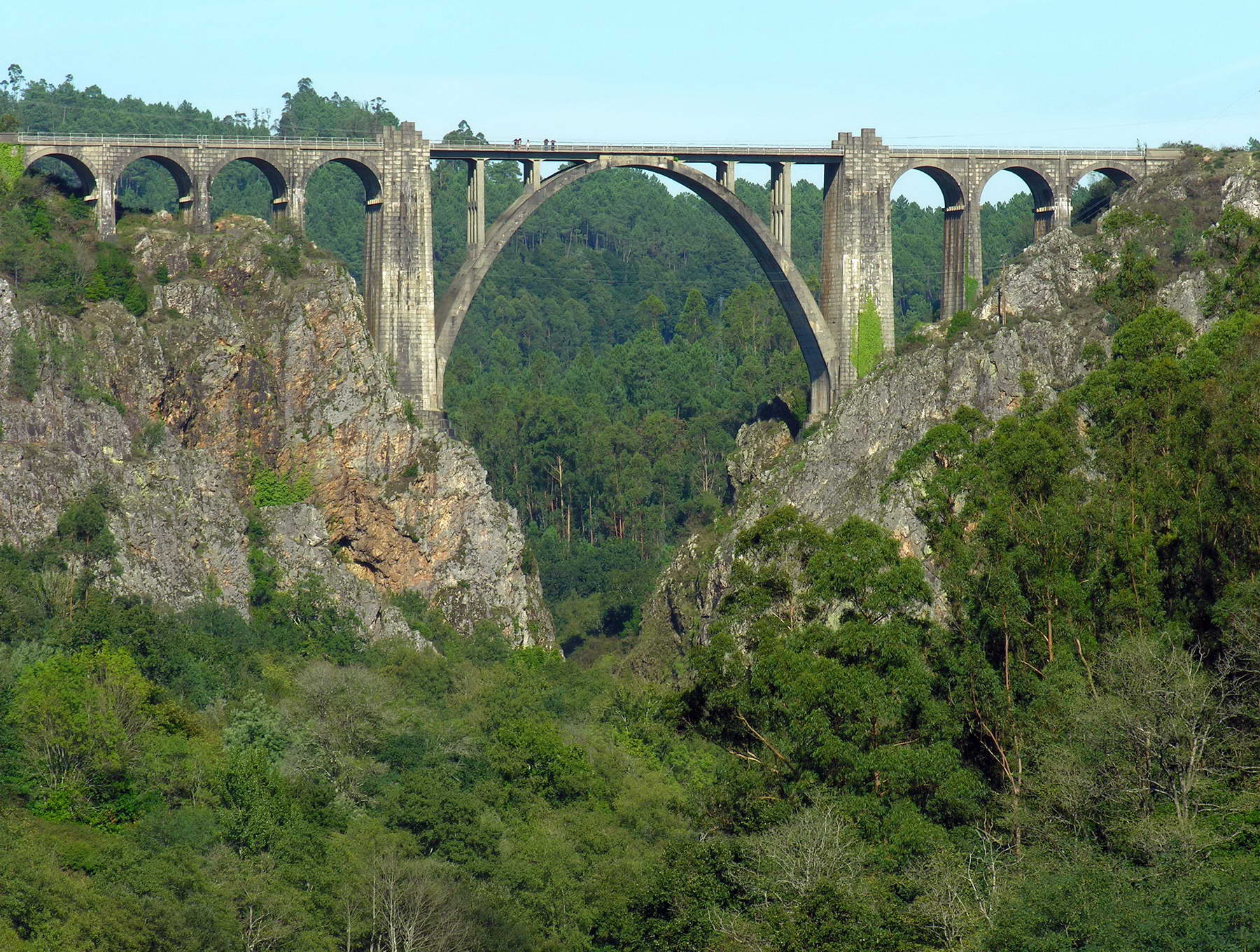
Puente de hormigón sobre el río Ulla, en Vedra, Galicia, España. El arco principal presenta la ventaja de ser un arco catenario.

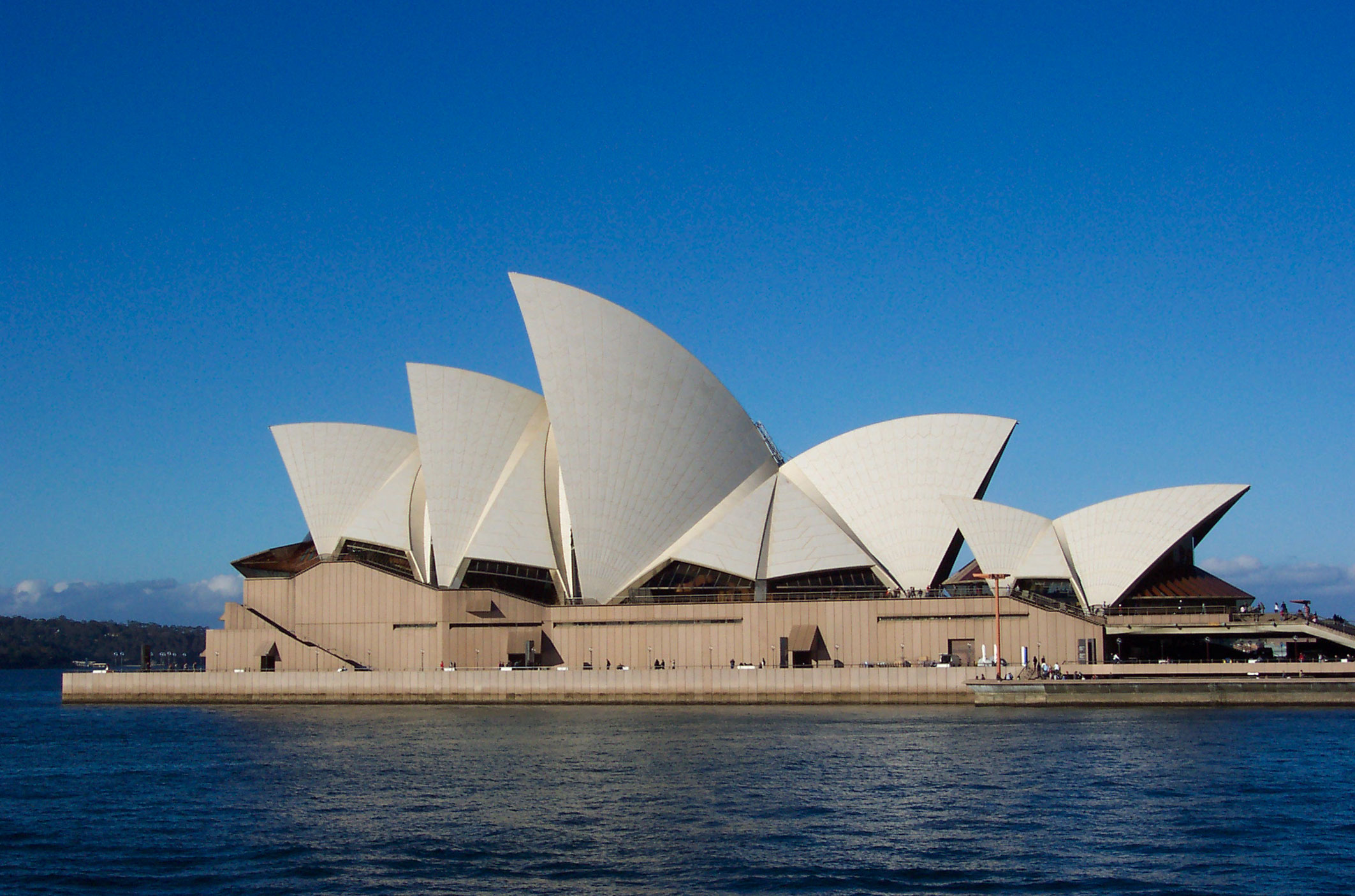
Ópera de Sídney, edificio diseñado por el arquitecto danés Jørn Utzon en 1957 e inaugurado en el año 1973, en Sídney, Australia.

A principios del siglo XX, surge el rápido crecimiento de la industria del cemento, debido a varios factores: los experimentos de los químicos franceses Louis Vicat y Le Chatelier y el alemán Michaélis, que logran producir cemento de calidad homogénea; la invención del horno rotatorio para calcinación y el molino tubular; y los métodos de transportar hormigón fresco ideados por Juergen Hinrich Magens que patenta entre 1903 y 1907. Con estos adelantos pudo elaborarse cemento Portland en grandes cantidades y utilizarse ventajosamente en la industria de la construcción.
Robert Maillart proyecta en 1901 un puente en arco de 38 metros de luz sobre el río Inn, en Suiza, construido con vigas cajón de hormigón armado; entre 1904 y 1906, diseña el puente de Tavanasa, sobre el río Rin, con 51 metros de luz, el mayor de Suiza. Claude A.P. Turner realiza en 1906 el edificio Bovex de Mineápolis (Estados Unidos), con los primeros pilares fungiformes (de amplios capiteles).
Le Corbusier, en los años 1920, reclama en Vers une Architecture una producción lógica, funcional y constructiva, despojada de retóricas del pasado; en su diseño de Casa Domino, de 1914, la estructura está conformada con pilares y forjados de hormigón armado, posibilitando fachadas totalmente diáfanas y la libre distribución de los espacios interiores.
Los hangares de Orly (París), diseñados por Freyssinet entre 1921 y 1923, con 60 metros de luz, 9 de flecha y 300 de longitud, se construyen con láminas parabólicas de concreto armado, eliminando la división funcional entre paredes y techo. En 1929, Frank Lloyd Wright construye el primer rascacielos en concreto.
En la década de 1960, aparece el hormigón reforzado con fibras, incorporadas en el momento del amasado, dando al concreto isotropía y aumentando sus cualidades frente a la flexión, tracción, impacto, fisuración, etc. Durante los años 1970, los aditivos permiten obtener hormigones de alta resistencia, de 120 a más de 200 MPa; la incorporación de monómeros genera hormigones casi inatacables por los agentes químicos o indestructibles por los ciclos hielo-deshielo, aportando múltiples mejoras en diversas propiedades del concreto.
Los grandes progresos en el estudio científico del comportamiento del concreto armado y los avances tecnológicos, posibilitaron la construcción de rascacielos más altos, puentes de mayor luz, amplias cubiertas e inmensas presas. Su empleo será insustituible en edificios públicos que deban albergar multitudes: estadios, teatros, cines, etc. Muchas naciones y ciudades competirán por erigir la edificación de mayor dimensión, o más bella, como símbolo de su progreso que, normalmente, estará construida en concreto armado.
Los edificios más altos del mundo poseen estructuras de concreto y acero, tales como las Torres Petronas, en Kuala Lumpur, Malasia (452 metros, 1998), el edificio Taipei 101 en Taiwán (509 metros, 2004), o el Burj Khalifa de la ciudad de Dubái (818 metros, 2009), en el siglo XXI.

### SigloXXI: cultura medioambiental
El uso de materiales reciclados como ingredientes del hormigón o concreto ha ganado popularidad debido a la cada vez más severa legislación medioambiental, así como la progresiva concienciación de la sociedad. Los ingredientes reciclados más empleados son las cenizas volantes, un subproducto de las centrales termoeléctricas alimentadas por carbón. El impacto ambiental de la industria del cemento es significativo, pero mediante el empleo de estos nuevos materiales se posibilita la reducción de canteras y vertederos, ya que actúan como sustitutos del cemento, y reducen la cantidad necesaria para obtener un buen concreto. Puesto que uno de los efectos nocivos para el medio ambiente es que la producción de cemento genera grandes volúmenes de dióxido de carbono, la tecnología de sustitución del cemento desempeña un importante papel en los esfuerzos por aminorar las emisiones de dióxido de carbono. Se suele incluir en las mezclas ciertos catalizadores que permiten su 'autolavado' como es el caso del dióxido de titanio.
También se utiliza para confinar desechos radiactivos. Entre ellos, el más importante es el del reactor nuclear que colapsó en la central de Chernóbil, el cual fue cubierto de concreto para evitar fugas radiactivas.

## Características y comportamiento

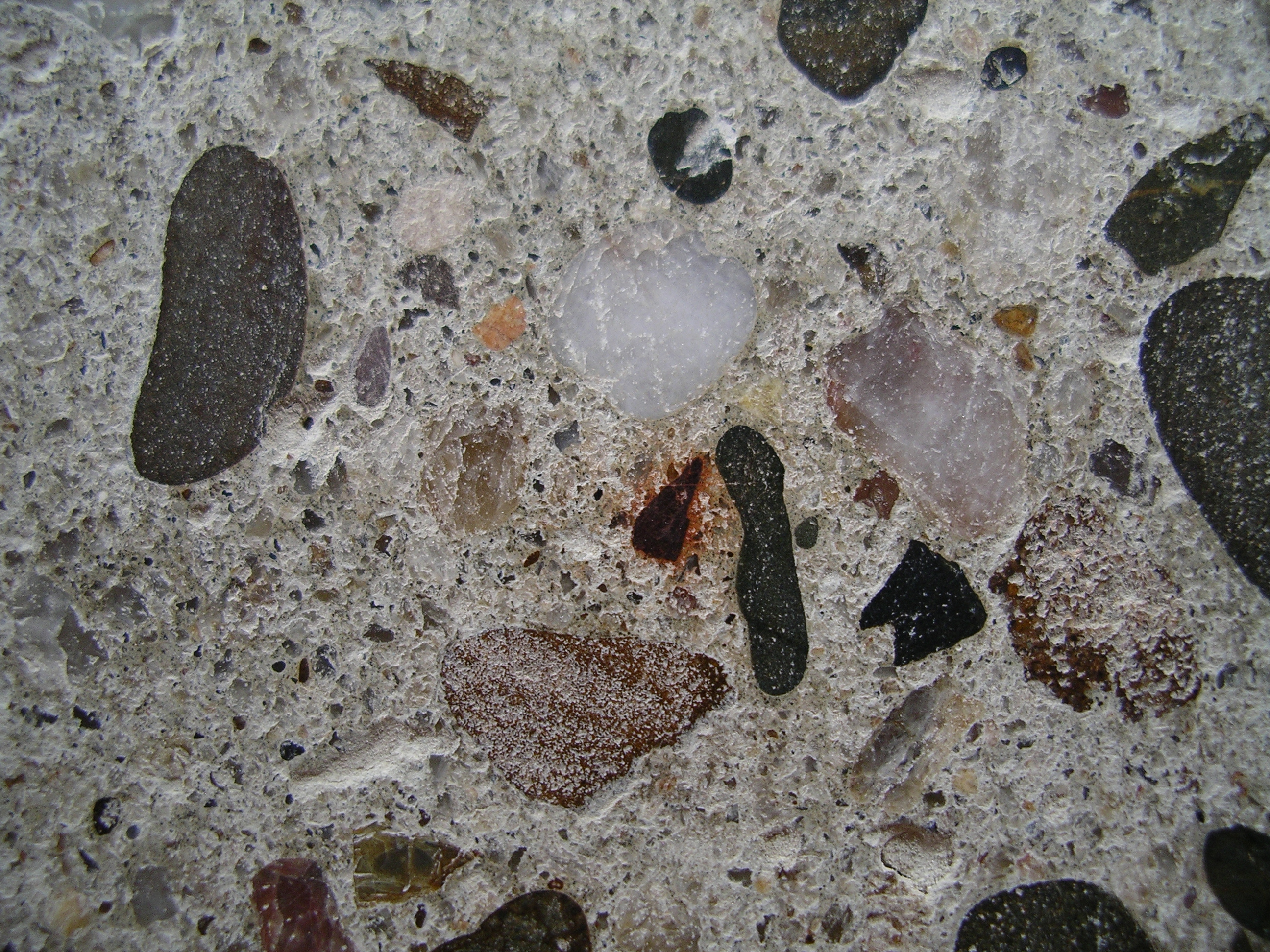
El concreto muestra en una de sus secciones muchas escalas de agregación. Resulta necesario investigar en las propiedades microscópicas del concreto si se desea conocer sus propiedades mecánicas.

El concreto u hormigón es el material resultante de unir áridos con la pasta que se obtiene al añadir agua a un conglomerante. El conglomerante puede ser cualquiera, pero cuando nos referimos al concreto, generalmente es un cemento artificial, y entre estos últimos, el más importante y habitual es el cemento portland. Los áridos proceden de la desintegración o trituración, natural o artificial de rocas y, según la naturaleza de las mismas, reciben el nombre de áridos silíceos, calizos, graníticos, etc. El árido cuyo tamaño sea superior a 5 mm se llama árido grueso o grava, mientras que el inferior a 5 mm se llama árido fino o arena. El tamaño de la grava influye en las propiedades mecánicas del concreto.
La pasta formada por cemento y agua es la que confiere al hormigón su fraguado y endurecimiento, mientras que el árido es un material inerte sin participación directa en el fraguado y endurecimiento del hormigón. El cemento se hidrata en contacto con el agua, iniciándose diversas reacciones químicas de hidratación que lo convierten en una pasta maleable con buenas propiedades adherentes, que en el transcurso de unas horas, derivan en el fraguado y endurecimiento progresivo de la mezcla, obteniéndose un material de consistencia pétrea.
Una característica importante del hormigón es poder adoptar formas distintas, a voluntad del proyectista. Al colocarse en obra es una masa plástica que permite rellenar un molde, previamente construido con una forma establecida, que recibe el nombre de encofrado.

### Características mecánicas
La principal característica estructural del hormigón o concreto es resistir muy bien los esfuerzos de compresión. Sin embargo, tanto su resistencia a tracción como al esfuerzo cortante son relativamente bajas, por lo cual se debe utilizar en situaciones donde las solicitaciones por tracción o cortante sean muy bajas. Para determinar la resistencia se preparan ensayos mecánicos (ensayos de rotura) sobre probetas de hormigón.
Para superar este inconveniente, se «arma» el concreto introduciendo barras de acero, conocido como concreto armado, o concreto reforzado, permitiendo soportar los esfuerzos cortantes y de tracción con las barras de acero. Es usual, además, disponer barras de acero reforzando zonas o elementos fundamentalmente comprimidos, como es el caso de los pilares. Los intentos de compensar las deficiencias del concreto a tracción y cortante originaron el desarrollo de una nueva técnica constructiva a principios del siglo XX, la del concreto armado. Así, introduciendo antes del fraguado alambres de alta resistencia tensados en el concreto, este queda comprimido al fraguar, con lo cual las tracciones que surgirían para resistir las acciones externas, se convierten en descompresiones de las partes previamente comprimidas, resultando muy ventajoso en muchos casos. Para el pretensado se utilizan aceros de muy alto límite elástico, dado que el fenómeno denominado fluencia lenta anularía las ventajas del pretensado. Posteriormente se investigó la conveniencia de introducir tensiones en el acero de manera deliberada y previa al fraguado del concreto de la pieza estructural, desarrollándose las técnicas del concreto pretensado y el concreto postensado.
Los aditivos permiten obtener concreto de alta resistencia; la inclusión de monómeros y adiciones para concreto aportan múltiples mejoras en las propiedades del concreto.
Cuando se proyecta un elemento de hormigón armado se establecen las dimensiones, el tipo de concreto, la cantidad, calidad, aditivos, adiciones y disposición del acero que hay que aportar en función los esfuerzos que deberá resistir cada elemento. Un diseño racional, la adecuada dosificación, mezcla, colocación, consolidación, acabado y curado, hacen del concreto un material idóneo para ser utilizado en construcción, por ser resistente, durable, incombustible, casi impermeable, y requerir escaso mantenimiento. Como puede ser moldeado fácilmente en amplia variedad de formas y adquirir variadas texturas y colores, se utiliza en multitud de aplicaciones.
Características físicas del concreto
Las principales características físicas del concreto, en valores aproximados, son:
- Densidad: en torno a 2350 kg/m³
- Resistencia a compresión: de 150 a 500 kg/cm² (15 a 50 MPa) para el concreto ordinario. Existen hormigones especiales de alta resistencia que alcanzan hasta 2000 kg/cm² (200 MPa).
- Resistencia a tracción: proporcionalmente baja, es del orden de un décimo de la resistencia a compresión y, generalmente, poco significativa en el cálculo global.
- Tiempo de fraguado: dos horas, aproximadamente, variando en función de la temperatura y la humedad del ambiente exterior.
- Tiempo de endurecimiento: progresivo, dependiendo de la temperatura, humedad y otros parámetros.
  - De 24 a 48 horas, adquiere la mitad de la resistencia máxima; en una semana 3/4 partes, y en 4 semanas prácticamente la resistencia total de cálculo.
- Dado que el concreto se dilata y contrae en magnitudes semejantes al acero, pues tienen parecido coeficiente de dilatación térmico, resulta muy útil su uso simultáneo en obras de construcción; además, el concreto protege al acero de la oxidación al recubrirlo.

### Fraguado y endurecimiento

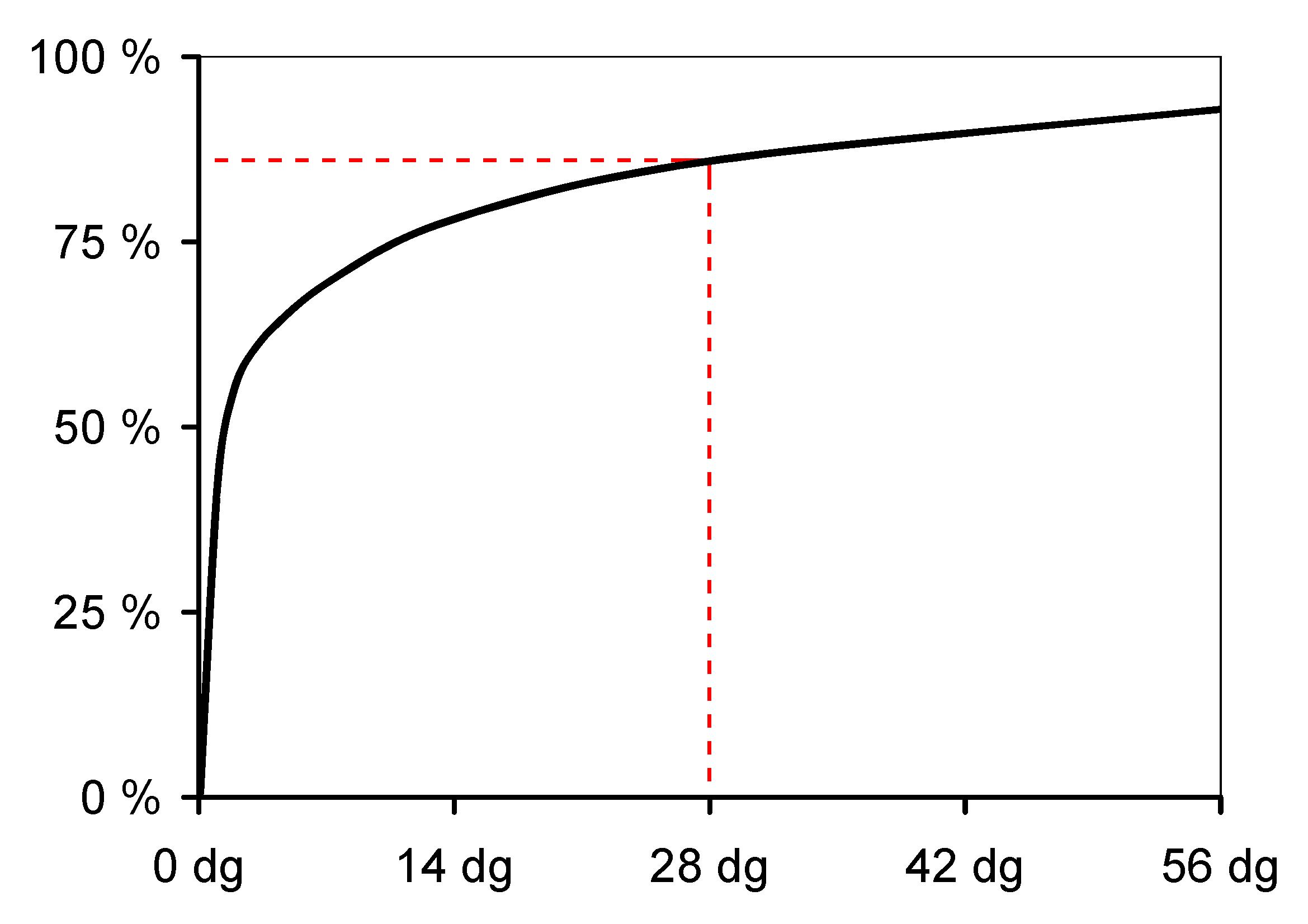
Diagrama indicativo de la resistencia (en %) que adquiere el concreto a los 14, 28, 42 y 56 días.

La pasta del hormigón se forma mezclando cemento artificial y agua debiendo embeber totalmente a los áridos. La principal cualidad de esta pasta es que fragua y endurece progresivamente, tanto al aire como bajo el agua.
El proceso de fraguado y endurecimiento es el resultado de reacciones químicas de hidratación entre los componentes del cemento. La fase inicial de hidratación se llama fraguado y se caracteriza por el paso de la pasta del estado fluido al estado sólido. Esto se observa de forma sencilla por simple presión con un dedo sobre la superficie del hormigón. Posteriormente continúan las reacciones de hidratación, alcanzando a todos los constituyentes del cemento, que provocan el endurecimiento de la masa y que se caracteriza por un progresivo desarrollo de resistencias mecánicas.
El fraguado y endurecimiento no son más que dos estados separados convencionalmente; en realidad, solamente hay un único proceso de hidratación continuo.
En el cemento portland, el más frecuente empleado en los hormigones, el primer componente en reaccionar es el aluminato tricálcico con una duración rápida y corta (hasta 7-28 días). Después el silicato tricálcico, con una aportación inicial importante y continua durante bastante tiempo. A continuación el silicato bicálcico con una aportación inicial débil y muy importante a partir de los 28 días.
El fenómeno físico de endurecimiento no tiene fases definidas. El cemento está en polvo y sus partículas o granos se hidratan progresivamente, inicialmente por contacto del agua con la superficie de los granos, formándose algunos compuestos cristalinos y una gran parte de compuestos microcristalinos asimilables a coloides que forman una película en la superficie del grano. A partir de entonces el endurecimiento continúa dominado por estas estructuras coloidales que envuelven los granos del cemento y a través de las cuales progresa la hidratación hasta el núcleo del grano.
El hecho de que pueda regularse la velocidad con que el cemento amasado pierde su fluidez y se endurece, lo hace un producto muy útil en construcción. Una reacción rápida de hidratación y endurecimiento dificultaría su transporte y una cómoda puesta en obra rellenando todos los huecos en los encofrados. Una reacción lenta aplazaría de forma importante el desarrollo de resistencias mecánicas. En las fábricas de cemento se consigue controlando la cantidad de yeso que se añade al clinker de cemento. En la planta de concreto, donde se mezcla la pasta de cemento y agua con los áridos, también se pueden añadir productos que regulan el tiempo de fraguado.
En condiciones normales un concreto u hormigón Portland normal comienza a fraguar entre 30 y 45 minutos después de que ha quedado en reposo en los moldes y termina el fraguado trascurridas sobre 10 o 12 horas. Después comienza el endurecimiento que lleva un ritmo rápido en los primeros días hasta llegar al primer mes, para después aumentar más lentamente hasta llegar al año donde prácticamente se estabiliza. En el cuadro siguiente se observa la evolución de la resistencia a compresión de un hormigón tomando como unidad la resistencia a 28 días, siendo cifras orientativas:
| Edad del hormigón en días | 3    | 7    | 28   | 90   | 360  |
| Resistencia a compresión  | 0.40 | 0.65 | 1.00 | 1.20 | 1.35 |
| ------------------------- | ---- | ---- | ---- | ---- | ---- |

### Resistencia

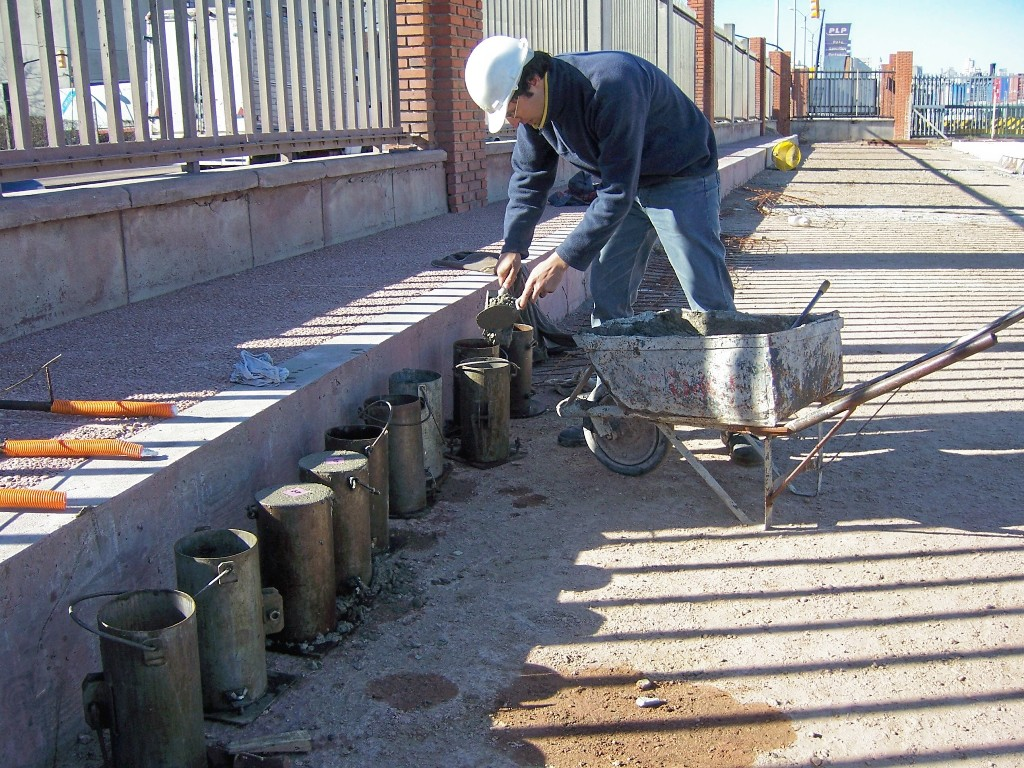
Para comprobar que el concreto colocado en obra tiene la resistencia requerida, se rellenan con el mismo concreto unos moldes cilíndricos normalizados y se calcula su resistencia en un laboratorio realizando ensayos de rotura por compresión.

En el proyecto previo de los elementos, la resistencia característica (fck) del hormigón es aquella que se adopta en todos los cálculos como resistencia a compresión del mismo, y dando por hecho que el hormigón que se ejecutará resistirá ese valor, se dimensionan las medidas de todos los elementos estructurales.
La resistencia característica de proyecto (fck) establece por tanto el límite inferior, debiendo cumplirse que cada amasada de hormigón colocada tenga esa resistencia como mínimo. En la práctica, en la obra se realizan ensayos estadísticos de resistencias de los hormigones que se colocan y el 95 % de los mismos debe ser superior a fck, considerándose que con el nivel actual de la tecnología del hormigón, una fracción defectuosa del 5 % es perfectamente aceptable.
La resistencia del hormigón a compresión se obtiene en ensayos de rotura por compresión de probetas cilíndricas normalizadas realizados a los 28 días de edad y fabricadas con las mismas amasadas puestas en obra. La Instrucción española (EHE) recomienda utilizar la siguiente serie de resistencias características a compresión a 28 días (medidas en Newton/mm²): 20; 25; 30, 35; 40; 45 y 50. Por ello, las plantas de fabricación de hormigón suministran habitualmente hormigones que garantizan estas resistencias.

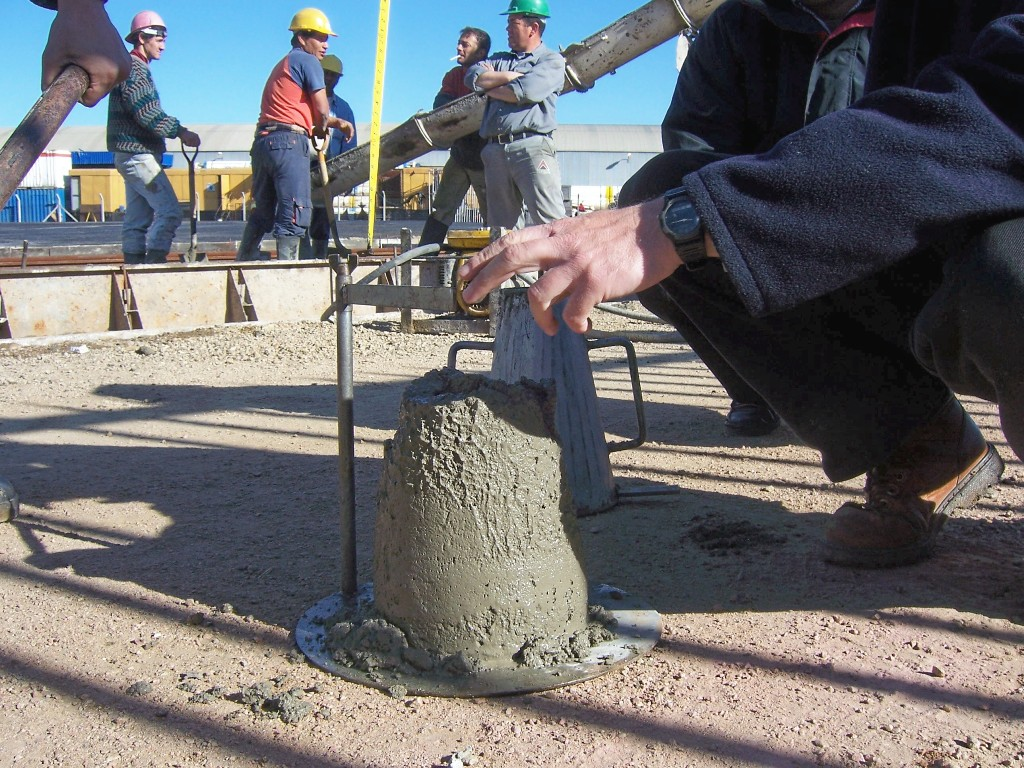
Ensayo de consistencia en concreto fresco mediante el Cono de Abrams que mide el asiento que se produce en una forma troncocónica normalizada cuando se desmolda.

### Consistencia del hormigón fresco
La consistencia es la mayor o menor facilidad que tiene el hormigón fresco para deformarse y consiguientemente para ocupar todos los huecos del molde o encofrado. Influyen en ella distintos factores, especialmente la cantidad de agua de amasado, pero también el tamaño máximo del árido, la forma de los áridos y su granulometría.
La consistencia se fija antes de la puesta en obra, analizando cual es la más adecuada para la colocación según los medios que se dispone de compactación. Se trata de un parámetro fundamental en el hormigón fresco.
Entre los ensayos que existen para determinar la consistencia, el más empleado es el cono de Abrams. Consiste en llenar con hormigón fresco un molde troncocónico de 30 cm de altura. La pérdida de altura que se produce cuando se retira el molde, es la medida que define la consistencia.
Los hormigones se clasifican por su consistencia en secos, plásticos, blandos y fluidos tal como se indica en la tabla siguiente:
| Consistencia | Asiento en cono de Abrams (cm) | Compactación     |
| Seca         | 0-2                            | Vibrado          |
| Plástica     | 3-5                            | Vibrado          |
| Blanda       | 6-9                            | Picado con barra |
| Fluida       | 10-15                          | Picado con barra |
| Líquida      | 16-20                          | Picado con barra |
| ------------ | ------------------------------ | ---------------- |

### Durabilidad

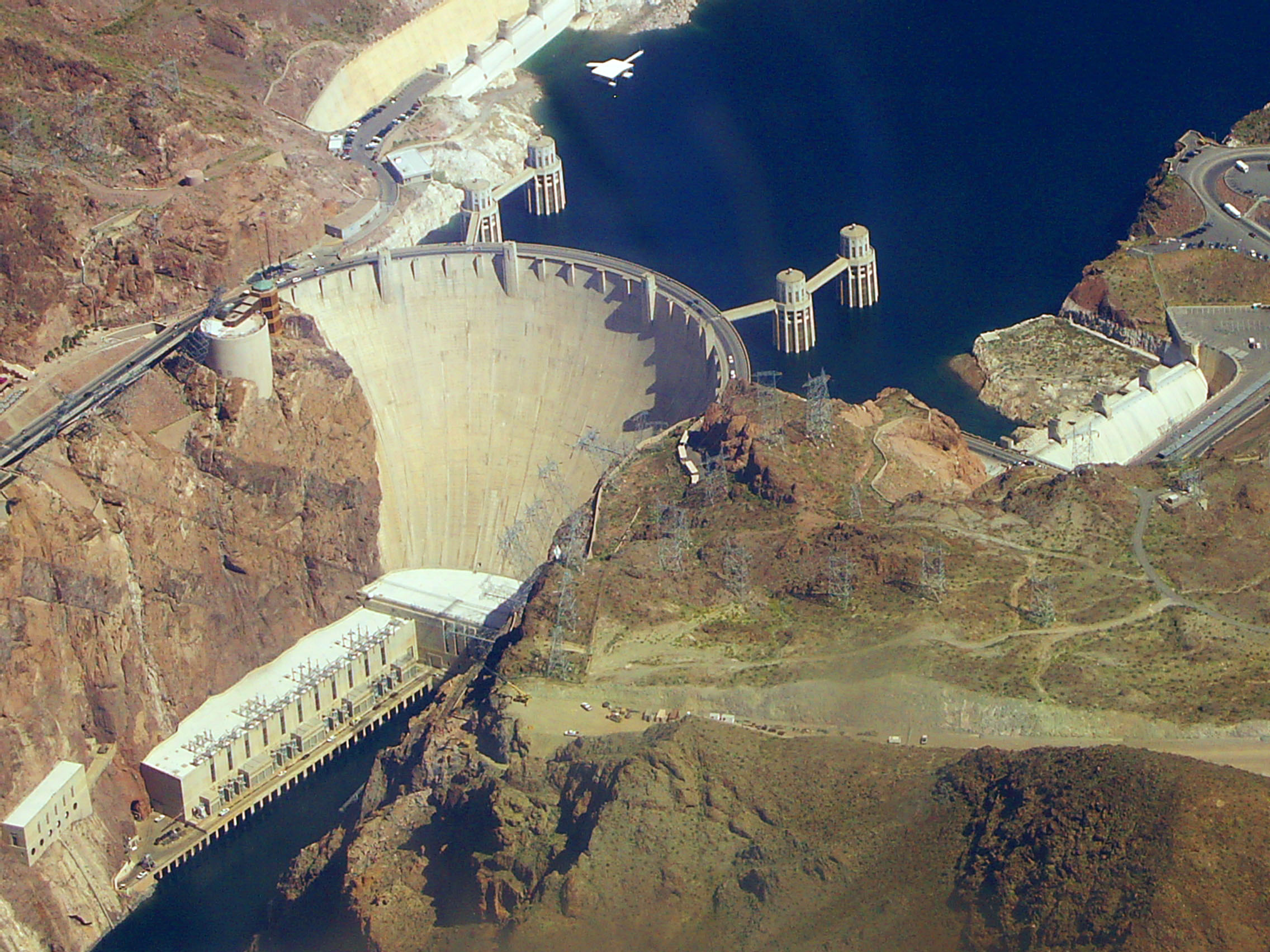
Las presas de concreto son una tipología habitual en la construcción de embalses. En las imágenes la presa de Hoover construida en Estados Unidos en 1936 está diseñada con forma parabólica para optimizar la capacidad del concreto de soportar esfuerzos a compresión.

La durabilidad del hormigón se define en la Instrucción española EHE como la capacidad para comportarse satisfactoriamente frente a las acciones físicas y químicas agresivas a lo largo de la vida útil de la estructura protegiendo también las armaduras y elementos metálicos embebidos en su interior.

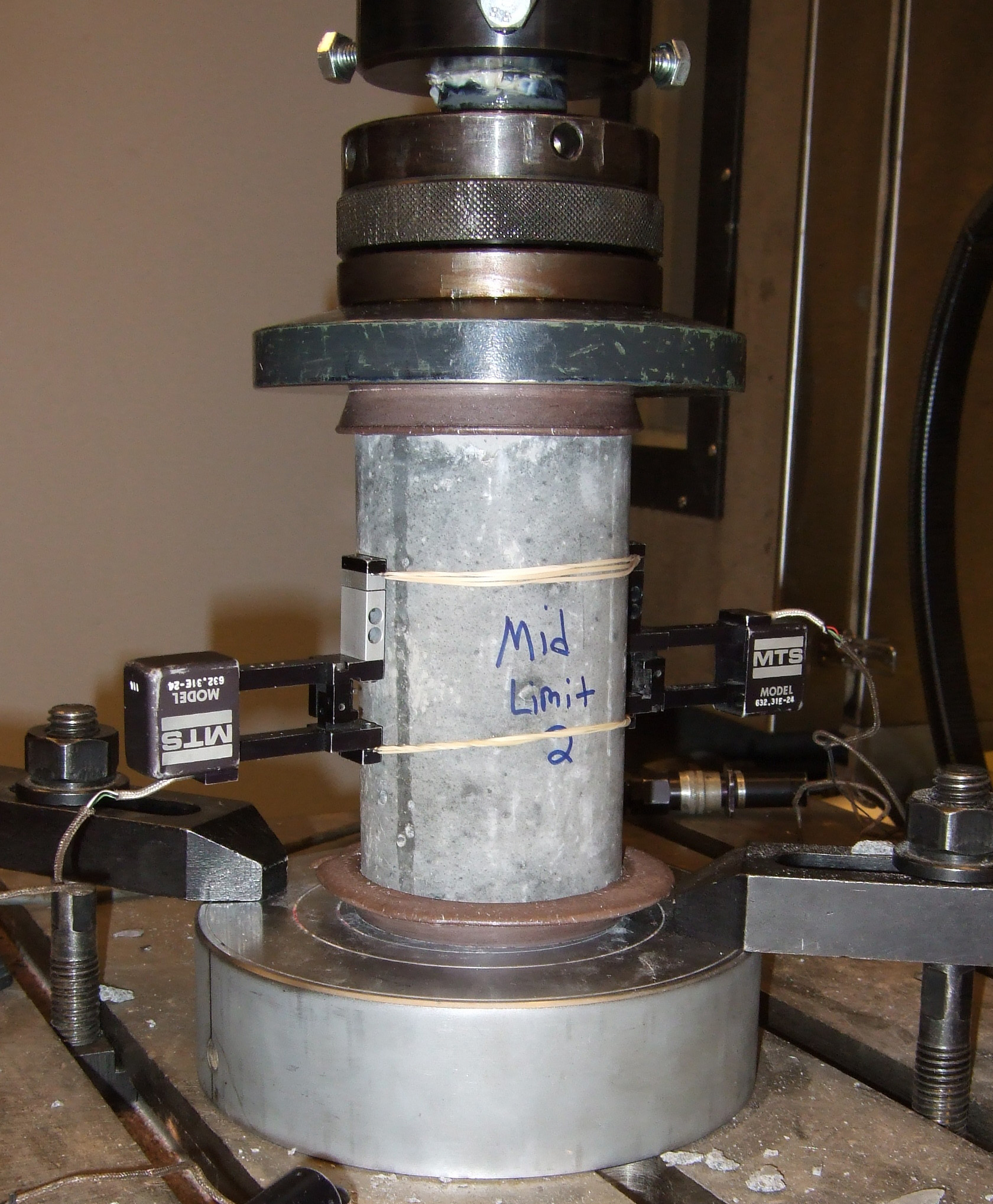
Prueba de compresión.

Por tanto no solo hay que considerar los efectos provocados por las cargas y solicitaciones, sino también las condiciones físicas y químicas a las que se expone. Por ello se considera el tipo de ambiente en que se va a encontrar la estructura y que puede afectar a la corrosión de las armaduras, ambientes químicos agresivos, zonas afectadas por ciclos de hielo-deshielo, etc.
Para garantizar la durabilidad del hormigón y la protección de las armaduras frente a la corrosión es importante realizar un hormigón con una permeabilidad reducida, realizando una mezcla con una relación agua/cemento baja, una compactación idónea, un peso en cemento adecuado y la hidratación suficiente de este añadiendo agua de curado para completarlo. De esta forma se consigue que haya los menos poros posibles y una red capilar interna poco comunicada y así se reducen los ataques al hormigón.
En los casos de existencia de sulfatos en el terreno o de agua de mar se deben emplear cementos especiales. Para prevenir la corrosión de armaduras hay que cuidar el recubrimiento mínimo de las mismas.

## Tipos
En la Instrucción española (EHE), publicada en 1998, los hormigones están tipificados según el siguiente formato siendo obligatorio referirse de esta forma en los planos y demás documentos de proyecto, así como en la fabricación y puesta en obra:
Hormigón T - R / C / TM / A
T: se denominará HM cuando sea hormigón en masa, HA cuando sea hormigón armado y HP cuando sea hormigón pretensado.

R: resistencia característica del hormigón expresada en N/mm².

C: letra inicial del tipo de consistencia: S Seca, P plástica, B Blanda, F Fluida y L Líquida.

TM: tamaño máximo del árido expresado en milímetros.

A: designación del ambiente a que estará expuesto el hormigón.
| Hormigón ordinario         | También se suele referir a él denominándolo simplemente hormigón. Es el material obtenido al mezclar cemento portland, agua y áridos de varios tamaños, superiores e inferiores a 5 mm, es decir, con grava y arena. |
| Hormigón en masa           | Es el hormigón que no contiene en su interior armaduras de acero. Este hormigón solo es apto para resistir esfuerzos de compresión. |
| Hormigón armado            | Es el hormigón que en su interior tiene armaduras de acero, debidamente calculadas y situadas. Este hormigón es apto para resistir esfuerzos de compresión y tracción. Los esfuerzos de tracción los resisten las armaduras de acero. Es el hormigón más habitual. |
| Hormigón pretensado        | Es el hormigón que tiene en su interior una armadura de acero especial tensionadas a la tracción posteriormente al vertido del hormigón. Puede ser pre-tensado si la armadura se ha tensado antes de colocar el hormigón fresco. |
| Hormigón postensado        | Es el hormigón que tiene en su interior una armadura de acero especial sometida a tracción. El tensado de la armadura es posterior al fraguado y endurecido del hormigón, anclando con posterioridad las armaduras al hormigón. |
| Hormigón autocompactante   | Es el hormigón que como consecuencia de una dosificación estudiada y del empleo de aditivos superplastificantes específicos, se compacta por la acción de su propio peso, sin necesidad de energía de vibración ni de cualquier otro método de compactación. Se usa en hormigones a la vista, en elementos de geometría complicadas, espesores delgados o con armados densos, que dificultan el vibrado. |
| Mortero                    | Es una mezcla de cemento, agua y arena (árido fino), es decir, un hormigón normal sin árido grueso. |
| Hormigón ciclópeo          | Es el hormigón que tiene embebidos en su interior grandes piedras de dimensión no inferior a 30 cm. |
| Hormigón sin finos         | Es aquel que solo tiene árido grueso, es decir, no tiene arena (árido menor de 5 mm). |
| Hormigón aireado o celular | Se obtiene incorporando a la mezcla aire u otros gases derivados de reacciones químicas, resultando un hormigón baja densidad. |
| Hormigón de alta densidad  | Fabricados con áridos de densidades superiores a los habituales (normalmente barita, magnetita, hematita…) El hormigón pesado se utiliza para blindar estructuras y proteger frente a la radiación. |
| -------------------------- | --- |

## Características de los componentes

### Cemento

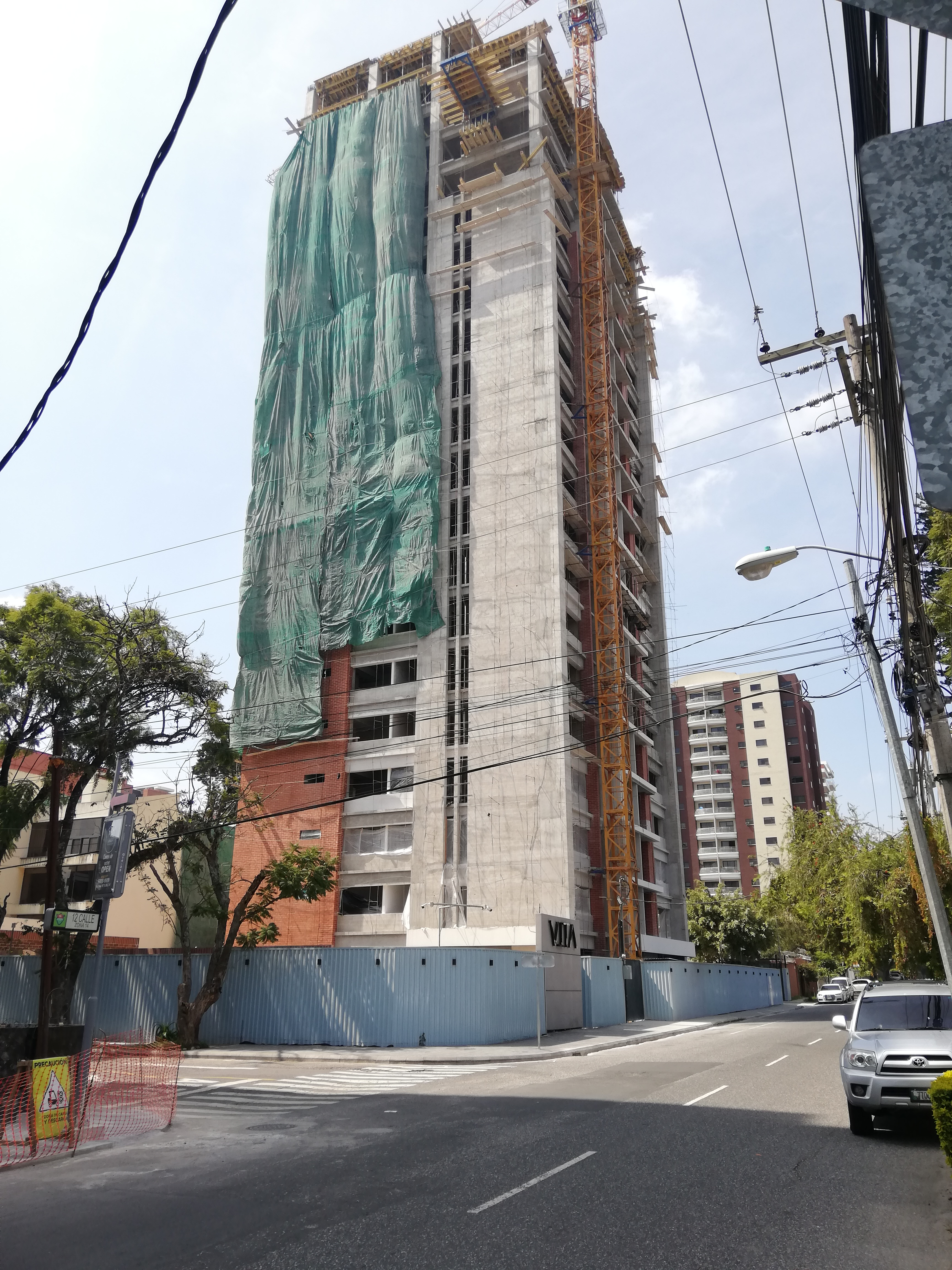
Un edificio de Hormigón en construcción en Ciudad de Guatemala.

Los cementos son productos que amasados con agua fraguan y endurecen formándose nuevos compuestos resultantes de reacciones de hidratación que son estables tanto al aire como sumergidos en agua.
Hay varios tipos de cementos. Las propiedades de cada uno de ellos están íntimamente asociadas a la composición química de sus componentes iniciales, que se expresa en forma de sus óxidos, y que según cuales sean formaran compuestos resultantes distintos en las reacciones de hidratación.
Cada tipo de cemento está indicado para unos usos determinados; también las condiciones ambientales determinan el tipo y clase del cemento afectando a la durabilidad de los hormigones. Los tipos y denominaciones de los cementos y sus componentes están normalizados y sujetos a estrictas condiciones. La norma española establece los siguientes tipos: cementos comunes, los resistentes a los sulfatos, los resistentes al agua de mar, los de bajo calor de hidratación, los cementos blancos, los de usos especiales y los de aluminato de calcio. Los cementos comunes son el grupo más importante y dentro de ellos el portland es el habitual. En España solo pueden utilizarse los cementos legalmente comercializados en la Unión Europea y están sujetos a lo previsto en leyes específicas.
Además del tipo de cemento, el segundo factor que determina la calidad del cemento, es su clase o resistencia a compresión a 28 días. Esta se determina en un mortero normalizado y expresa la resistencia mínima, la cual debe ser siempre superada en la fabricación del cemento. No es lo mismo, ni debe confundirse la resistencia del cemento con la del hormigón, pues la del cemento corresponde a componentes normalizados y la del hormigón dependerá de todos y cada uno de sus componentes. Pero si el hormigón está bien dosificado a mayor resistencia del cemento corresponde mayor resistencia del hormigón. La norma española establece las siguientes clases de resistencias:
| Clase de resistencia | Resistencia (N/mm²) | Resistencia (N/mm²) | Resistencia (N/mm²) | Fraguado         | Fraguado      | Expansión (mm) |
|                      | a 2 días            | a 7 días            | a 28 días           | Inicio (minutos) | Final (horas) |                |
| 32.5N                |                     | >16.0               | 32.5-52.5           | >75.0            | <12.0         | <10.0          |
| 32.5R                | >10.0               |                     | 32.5-52.5           | >75.0            | <12.0         | <10.0          |
| 42.5N                | >10.0               |                     | 42.5-62.5           | >60.0            | <12.0         | <10.0          |
| 42.5R                | >20.0               |                     | 42.5-62.5           | >60.0            | <12.0         | <10.0          |
| 52.5N                | >20.0               |                     | >52.5               | >45.0            | <12.0         | <10.0          |
| 52.5R                | >30.0               |                     | >52.5               | >45.0            | <12.0         | <10.0          |
| -------------------- | ------------------- | ------------------- | ------------------- | ---------------- | ------------- | -------------- |

N = Resistencia inicial normal. R = Alta resistencia inicial.

Este cuadro es aplicable a los cementos comunes, es decir, al portland,
a los portland con adiciones, a los siderúrgicos, a los puzolánicos y a los compuestos.
El cemento se encuentra en polvo y la finura de su molido es determinante en sus propiedades conglomerantes, influyendo decisivamente en la velocidad de las reacciones químicas de su fraguado y primer endurecimiento. Al mezclarse con el agua los granos de cemento se hidratan solamente en una profundidad de 0.01 mm, por lo que si los granos fuesen muy gruesos el rendimiento de la hidratación sería pequeño al quedar en el interior un núcleo inerte. Sin embargo una finura excesiva provoca una retracción y calor de hidratación elevados. Además dado que las resistencias aumentan con la finura hay que llegar a una solución de compromiso, el cemento debe estar finamente molido, pero no en exceso.
El almacenamiento de los cementos a granel se realiza en silos estancos que no permitan la contaminación del cemento y deben estar protegidos de la humedad. En los cementos suministrados en sacos, el almacenamiento debe realizarse en locales cubiertos, ventilados, protegidos de la lluvia y del sol. Un almacenamiento prolongado puede provocar la hidratación de las partículas más finas por meteorización perdiendo su valor hidráulico y que supone un retraso del fraguado y disminución de resistencias.

#### Cemento Portland
El cemento Portland se obtiene al calcinar a unos 1500 °C mezclas preparadas artificialmente de calizas y arcillas. El producto resultante, llamado clinker, se muele añadiendo una cantidad adecuada de regulador de fraguado, que suele ser piedra de yeso natural.

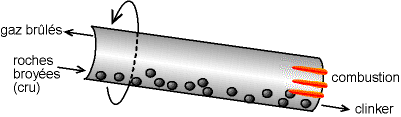
Esquema de un horno rotativo donde se mezcla y calcina la caliza y la arcilla para formar el clinker de cemento.

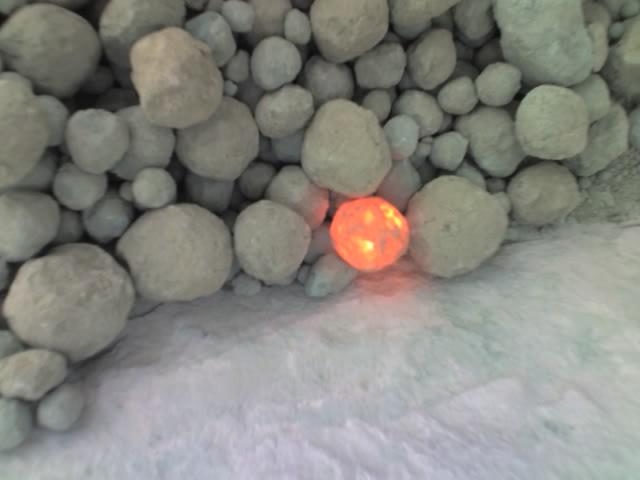
Clinker de cemento antes de su molienda.

La composición química media de un portland, según Calleja, está formada por un 62.5 % de CaO (cal combinada), un 21 % de SiO2 (sílice), un 6.5 % de Al2O3 (alúmina), un 2.5 % de Fe2O3 (hierro) y otros minoritarios. Estos cuatro componentes son los principales del cemento, de carácter básico la cal y de carácter ácido los otros tres. Estos componentes no se encuentran libres en el cemento, sino combinados formando silicatos, aluminatos y ferritos cálcicos, que son los componentes hidráulicos del mismo o componentes potenciales. Un clinker de cemento portland de tipo medio contiene:
- Silicato tricálcico (3CaO·SiO2).................................. 40 % a 50 %
- Silicato bicálcico (2CaO·SiO2).................................. 20 % a 30 %
- Aluminato tricálcico (3CaO·Al2O3)............................ 10 % a 15 %
- Aluminatoferrito tetracálcico (4CaO·Al2O3·Fe2O3)....... 5 % a 10 %

Las dos principales reacciones de hidratación, que originan el proceso de fraguado y endurecimiento son:
- 2(3CaO·SiO2) + (x+3)H2O → 3CaO·2SiO2 x H2O + 3Ca(OH)2 
- 2(2CaO·SiO2) + (x+1)H2O → 3CaO·2SiO2 x H2O + Ca(OH)2 

El silicato tricálcico es el compuesto activo por excelencia del cemento pues desarrolla una resistencia inicial elevada y un calor de hidratación también elevado. Fragua lentamente y tiene un endurecimiento bastante rápido. En los cementos de endurecimiento rápido y en los de alta resistencia aparece en una proporción superior a la habitual.
El silicato bicálcico es el que desarrolla en el cemento la resistencia a largo plazo, es lento en su fraguado y en su endurecimiento. Su estabilidad química es mayor que la del silicato tricálcico, por ello los cementos resistentes a los sulfatos llevan un alto contenido de silicato bicálcico.
El aluminato tricálcico es el compuesto que gobierna el fraguado y las resistencias a corto. Su estabilidad química es buena frente al agua de mar, pero muy débil a los sulfatos. Al objeto de frenar la rápida reacción del aluminato tricálcico con el agua y regular el tiempo de fraguado del cemento se añade al clinker piedra de yeso.
El aluminatoferrito tetracálcico no participa en las resistencias mecánicas, su presencia es necesaria por el aporte de fundentes de hierro en la fabricación del clinker.

#### Otros cementos
En España existen los llamados «cementos portland con adiciones activas» que además de los componentes principales de clinker y piedra de yeso, contienen uno de estos componentes adicionales hasta un 35 % del peso del cemento: escoria siderúrgica, humo de sílice, puzolana natural, puzolana natural calcinada, ceniza volante silícea, ceniza volante calcárea, esquistos calcinados o caliza.
Los cementos de alta resistencia inicial, los resistentes a los sulfatos, los de bajo calor de hidratación o los blancos suelen ser portland especiales y para ellos se limitan o potencian alguno de los cuatro componentes básicos del clinker.
El cemento siderúrgico se obtiene por molturación conjunta de clinker de portland y regulador de fraguado en proporción de 5-64 % con escoria siderúrgica en proporción de 36-95 %. Constituye la familia de los cementos fríos. La escoria se obtiene enfriando bruscamente en agua la ganga fundida procedente de procesos siderúrgicos; en este enfriamiento la escoria se vitrifica y se vuelve activa hidráulicamente por su contenido en cal combinada. La escoria por sí sola fragua y endurece lentamente, por lo que para acelerarlo se añade el clinker de portland.
El cemento puzolánico es una mezcla de clinker de portland y regulador de fraguado en proporción de 45-89 % con puzolana en proporción del 11-55 %. La puzolana natural tiene origen volcánico y aunque no posee propiedades conglomerantes contiene sílice y alúmina capaces de fijar la cal en presencia de agua formando compuestos con propiedades hidráulicas. La puzolana artificial tiene propiedades análogas y se encuentran en las cenizas volantes, la tierra de diatomeas o las arcillas activas.
El cemento aluminoso se obtiene por fusión de caliza y bauxita. El constituyente principal de este cemento es el aluminato monocálcico.

### Áridos

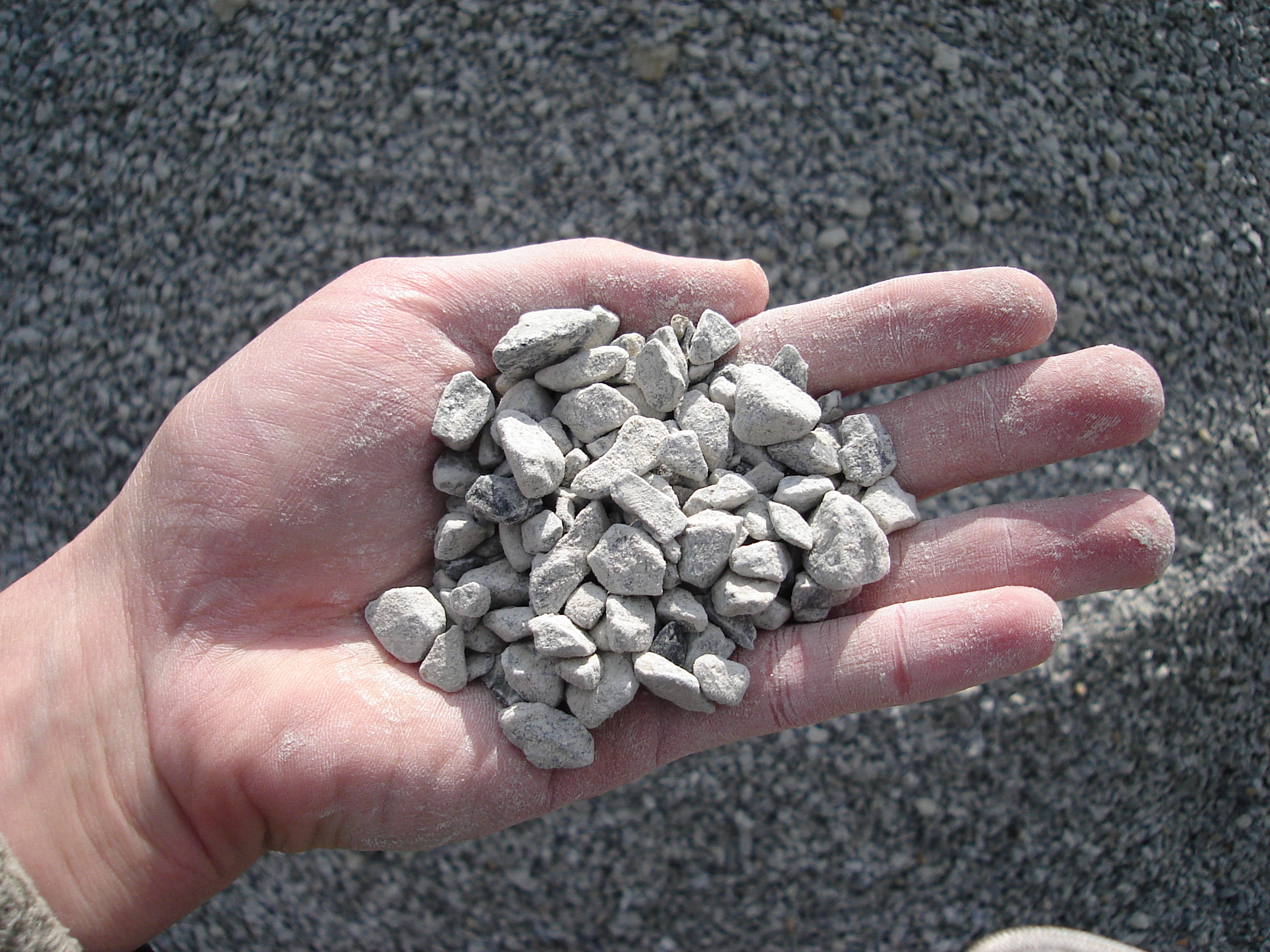
Acopio de áridos de tamaño
6-10 mm para la fabricación de concreto.

Los áridos deben poseer por lo menos la misma resistencia y durabilidad que se exija al hormigón. No se deben emplear calizas blandas, feldespatos, yesos, piritas o rocas friables o porosas. Para la durabilidad en medios agresivos serán mejores los áridos silíceos, los procedentes de la trituración de rocas volcánicas o los de calizas sanas y densas.
El árido que tiene mayor responsabilidad en el conjunto es la arena. Según Jiménez Montoya no es posible hacer un buen hormigón sin una buena arena. Las mejores arenas son las de río, que normalmente son cuarzo puro, por lo que aseguran su resistencia y durabilidad.
Con áridos naturales rodados, los hormigones son más trabajables y requieren menos agua de amasado que los áridos de machaqueo, teniéndose además la garantía de que son piedras duras y limpias. Los áridos machacados procedentes de trituración, al tener más caras de fractura cuesta más ponerlos en obra, pero se traban mejor y se refleja en una mayor resistencia.
Si los áridos rodados están contaminados o mezclados con arcilla, es imprescindible lavarlos para eliminar la camisa que envuelve los granos y que disminuiría su adherencia a la pasta de hormigón. De igual manera los áridos de machaqueo suelen estar rodeados de polvo de machaqueo que supone un incremento de finos al hormigón, precisa más agua de amasado y darán menores resistencias por lo que suelen lavarse.
Los áridos que se emplean en hormigones se obtienen mezclando tres o cuatro grupos de distintos tamaños para alcanzar una granulometría óptima. Tres factores intervienen en una granulometría adecuada: el tamaño máximo del árido, la compacidad y el contenido de granos finos. Cuando mayor sea el tamaño máximo del árido, menores serán las necesidades de cemento y de agua, pero el tamaño máximo viene limitado por las dimensiones mínimas del elemento a construir o por la separación entre armaduras, ya que esos huecos deben quedar rellenos por el hormigón y, por tanto, por los áridos de mayor tamaño. En una mezcla de áridos una compacidad elevada es aquella que deja pocos huecos; se consigue con mezclas pobres en arenas y gran proporción de áridos gruesos, precisando poca agua de amasado; su gran dificultad es conseguir compactar el hormigón, pero si se dispone de medios suficientes para ello el resultado son hormigones muy resistentes. En cuanto al contenido de granos finos, estos hacen la mezcla más trabajable pero precisan más agua de amasado y de cemento. En cada caso hay que encontrar una fórmula de compromiso teniendo en cuenta los distintos factores. Las parábolas de Fuller y de Bolomey dan dos familias de curvas granulométricas muy utilizadas para obtener adecuadas dosificaciones de áridos.

### Agua
El agua de amasado interviene en las reacciones de hidratación del cemento. La cantidad de la misma debe ser la estricta necesaria, pues la sobrante que no interviene en la hidratación del cemento se evaporará y creará huecos en el hormigón disminuyendo la resistencia del mismo. Puede estimarse que cada litro de agua de amasado de exceso supone anular dos kilos de cemento en la mezcla. Sin embargo una reducción excesiva de agua originaría una mezcla seca, poco manejable y muy difícil de colocar en obra. Por ello es un dato muy importante fijar adecuadamente la cantidad de agua.
Las características del agua para el hormigón deben ser evaluadas para que no produzca reacciones adversar en la mezcla, es por ello que se debe realizar análisis físico-químicos para garantizar su calidad. En la práctica un indicador simple es la potabilidad del agua, con ello podemos determinar si el agua es adecuada para su uso en la mezcla o no.
Durante el fraguado y primer endurecimiento del hormigón se añade el agua de curado para evitar la desecación y mejorar la hidratación del cemento.
Ambas, el agua destinada al amasado, como la destinada al curado deben ser aptas para cumplir su función. El agua de curado es muy importante que sea apta pues puede afectar más negativamente a las reacciones químicas cuando se está endureciendo el hormigón. Normalmente el agua apta suele coincidir con la potable y están normalizados una serie de parámetros que debe cumplir. Así en la normativa está limitado el pH, el contenido en sulfatos, en ion cloro y los hidratos de carbono.
Cuando una masa es excesivamente fluida o muy seca hay peligro de que se produzca el fenómeno de la segregación (separación del hormigón en sus componentes: áridos, cemento y agua). Suele presentarse cuando se hormigona con caídas de material superiores a los 2 metros.

### Otros componentes minoritarios
Los componentes básicos del hormigón son cemento, agua y áridos; otros componentes minoritarios que se pueden incorporar son: adiciones, aditivos, fibras, cargas y pigmentos.
Pueden utilizarse como componentes del hormigón los aditivos y adiciones, siempre que mediante los oportunos ensayos, se justifique que la sustancia agregada en las proporciones y condiciones previstas produce el efecto deseado sin perturbar excesivamente las restantes características del hormigón ni representar peligro para la durabilidad del hormigón ni para la corrosión de las armaduras.
Las adiciones son materiales inorgánicos, puzolánicos o con hidraulicidad latente que, finamente molidos, pueden ser añadidos al hormigón en el momento de su fabricación, con el fin de mejorar alguna de sus propiedades o conferirle propiedades especiales. La EHE recoge únicamente la utilización de las cenizas volantes y el humo de sílice, determinando sus limitaciones. Está compuesto de piedra caliza triturada en pedazos muy pequeños como el polvo, y de otro materiales como químicos HQR (herqiros) entre otros.
Los aditivos son sustancias o productos que se incorporan al hormigón, antes o durante el amasado, produciendo la modificación de alguna de sus características, de sus propiedades habituales o de su comportamiento. La EHE establece una proporción no superior al 5 % del peso del cemento y otros condicionantes.

## Diseño, fabricación y puesta en obra

### Normativa
Introducción
En el siglo XVIII, la resistencia de los elementos estructurales de hormigón armado era calculada experimentalmente. Navier, a principios del siglo XIX, planteó la necesidad de conocer y establecer los límites hasta donde las estructuras se comportaban elásticamente, sin deformaciones permanentes, para poder obtener modelos físico-matemáticos fiables y fórmulas coherentes. Posteriormente, dada la complejidad del comportamiento del hormigón, se requirió utilizar métodos basados en el cálculo de probabilidades para lograr resultados más realistas. Durante la primera mitad del siglo XX, se calculaban los elementos estructurales por el método de las tensiones admisibles.
Seguridad estructural

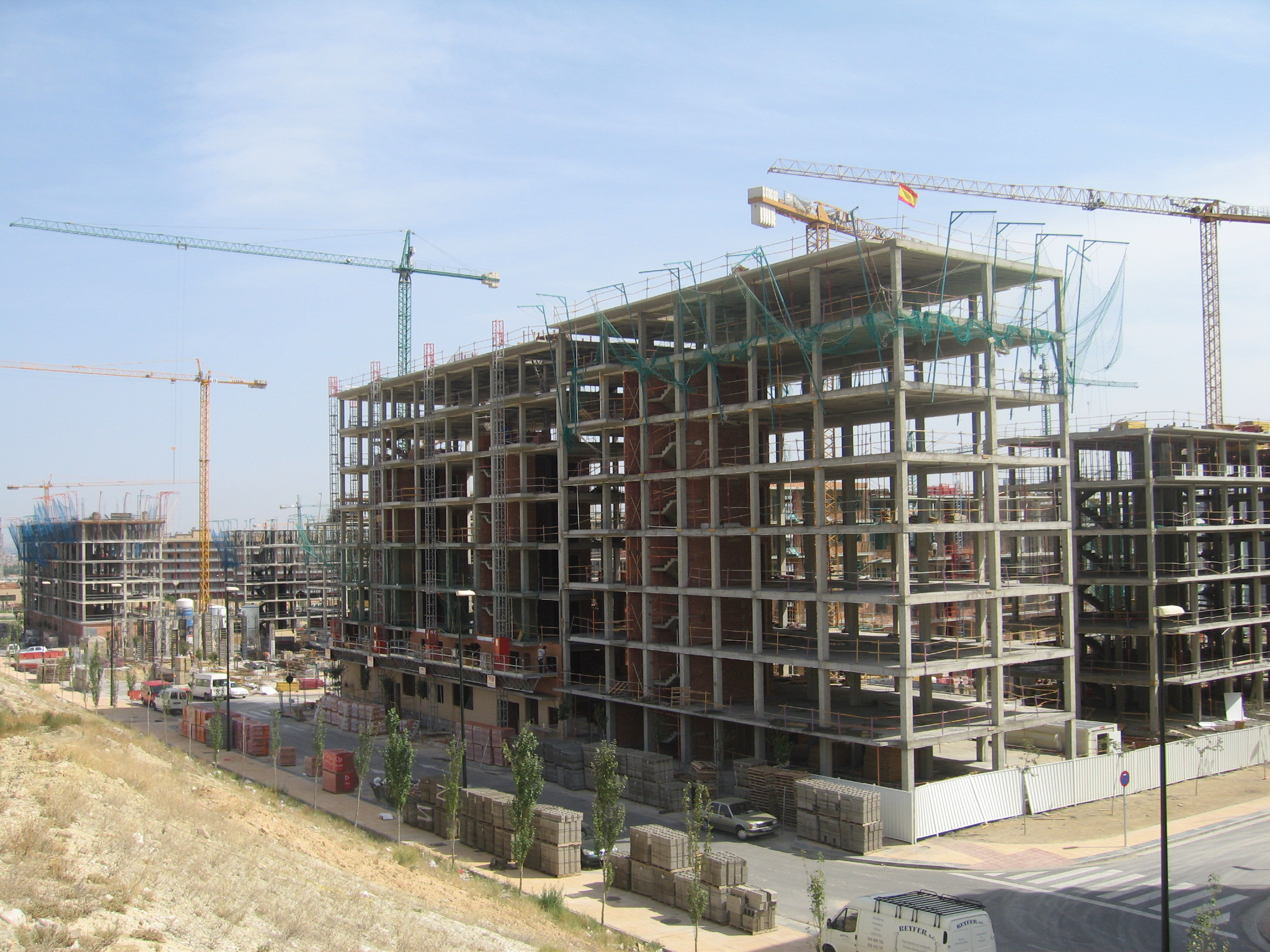
Las estructuras de los edificios, cuya función es resistir las acciones a que están sometidos, suelen ser de concreto armado.

Durante los años 1960, se inició el desarrolló la teoría de la seguridad estructural respecto de los Estados límites, estableciéndose valores máximos en las flechas y en la fisuración de los elementos estructurales, acotando los riesgos.
Estados límites
El concepto de Estado límite tuvo su auge en los años 1970, como conjunto de requerimientos que debía satisfacer un elemento estructural para ser considerado apto. Los reglamentos se centraron en dos tipos: los Estados límites de servicio y los Estados límites de solicitación.
Coeficientes de seguridad
Los reglamentos de los años 1970, para poder simplificar los complejos cálculos de probabilidades, establecieron los Coeficientes de seguridad, en función de la calidad de los materiales, el control de la ejecución de la obra y la dificultad del proyecto. Se introdujeron los Coeficientes de mayoración de cargas o acciones, y los Coeficientes de minoración de resistencia de los componentes materiales.
Reglamentos
A mediados del siglo XX los reglamentos tenían decenas de páginas, en el siglo XXI poseen cientos. La introducción de programas informáticos posibilita cálculos muy complejos, rápidos y soluciones más precisas. Los reglamentos hacen especial hincapié en estados últimos de servicio (fisuración, deformaciones) comportamiento (detalles constructivos) y durabilidad (recubrimientos, calidades), limitando la resolución experimental con múltiples condicionantes. Así, el Eurocódigo 1 establece situaciones usuales y accidentales (como sismos), que implican Coeficientes de seguridad parciales para las más variadas solicitaciones y resistencias. Algunas normativas específicas por ámbitos geográficos son EHE (España), Eurocódigo 2 (Europa), ASCE/SEI (Estados Unidos).

### Cálculo y proyecto
Antes de construir cualquier elemento de hormigón deben calcularse las cargas a que estará sometido y, en función de las mismas, se determinarán las dimensiones de los elementos y calidad de hormigón, la disposición y cantidad de las armaduras en los mismos.
El cálculo de una estructura de hormigón consta de varias etapas. Primero se realizan una serie de simplificaciones en la estructura real transformándola en una estructura ideal de cálculo. Después se determinan las cargas que va a soportar la estructura, considerando en cada punto la combinación de cargas que produzca el efecto más desfavorable. Por último se dimensiona cada una de las secciones para que pueda soportar las solicitaciones más desfavorables.
Una vez calculada la estructura se redacta el proyecto, que es el conjunto de documentos que sirve para la realización de la obra y que detalla los elementos a construir. En el proyecto están incluidos los cálculos realizados. También incluye los planos donde figuran las dimensiones de los elementos a ejecutar, la tipificación de los hormigones previstos y las características resistentes de los aceros a emplear.

### Fabricación
Es muy importante conseguir la mezcla óptima en las proporciones precisas de áridos de distintos tamaños, cemento y agua. No hay una mezcla óptima que sirva para todos los casos. Para establecer la dosificación adecuada en cada caso se debe tener en cuenta la resistencia mecánica, factores asociados a la fabricación y puesta en obra, así como el tipo de ambiente a que estará sometido.
Hay muchos métodos para dosificar previamente el hormigón, pero son solo orientativos. Las proporciones definitivas de cada uno de los componentes se suelen establecer mediante ensayos de laboratorio, realizando correcciones a lo obtenido en los métodos teóricos.
Se señalan brevemente los aspectos básicos que hay que determinar:
- La resistencia característica (fck) se fija en el proyecto.[43]
- La selección del tipo de cemento se establece en función de las aplicaciones del hormigonado (en masa, armado, pretensado, prefabricado, de alta resistencia, desencofrado rápido, hormigonados en tiempo frío o caluroso, etc.) y del tipo de ambiente a que estará expuesto.[44]
- El tamaño máximo del árido interesa que sea el mayor posible, pues a mayor tamaño menos agua necesitará ya que la superficie total de los granos de áridos a rodear será más pequeña. Pero el tamaño máximo estará limitado por los espacios que tiene que ocupar el hormigón fresco entre dos armaduras cercanas o entre una armadura y el encofrado.[43]
- La consistencia del hormigón se establece en función del tamaño de los huecos que hay que rellenar en el encofrado y de los medios de compactación previstos.[43]
- La cantidad de agua por metro cúbico de hormigón. Conocida la consistencia, el tamaño máximo del árido y si la piedra es canto rodado o de machaqueo es inmediato establecer la cantidad de agua que se necesita.[43]
- La relación agua/cemento depende fundamentalmente de la resistencia del hormigón, influyendo también el tipo de cemento y los áridos empleados.
- Conocida la cantidad de agua y la relación agua /cemento, determinamos la cantidad de cemento.[43]
- Conocida la cantidad de agua y de cemento, el resto serán áridos.
- Determinar la composición granulométrica del árido, que consiste en determinar los porcentajes óptimos de los diferentes tamaños de áridos disponibles. Hay varios métodos, unos son de granulometría continua, lo que significa que interviene todos los tamaños de áridos, otros son de granulometría discontinua donde falta algún tamaño intermedio de árido.[43]

Determinada la dosificación más adecuada, en la planta de hormigón hay que medir los componentes, el agua en volumen, mientras que el cemento y áridos se miden en peso.
Los materiales se amasan en hormigonera o amasadora para conseguir una mezcla homogénea de todos los componentes. El árido debe quedar bien envuelto por la pasta de cemento. Para conseguir esta homogeneidad, primero se vierte la mitad de agua, después el cemento y la arena simultáneamente, luego el árido grueso y por último el resto de agua.
Para el transporte al lugar de empleo se deben emplear procedimientos que no varíen la calidad del material, normalmente camiones hormigonera. El tiempo transcurrido no debe ser superior a hora y media desde su amasado. Si al llegar donde se debe colocar el hormigón, este ha empezado a fraguar debe desecharse.

### Puesta en obra
Colocación de armaduras

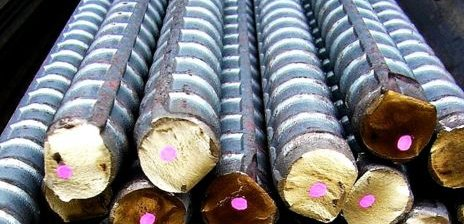
En el concreto armado se emplea habitualmente acero de alta resistencia de adherencia mejorada o barras corrugadas. El corrugado está normalizado por la forma del resalto en el perímetro de la barra, su altura, anchura y separación.

Las armaduras deben estar limpias y sujetarse al encofrado y entre sí de forma que mantengan la posición prevista sin moverse en el vertido y compactación del hormigón. Para ello se colocan calzos o distanciadores en número suficiente que permitan mantener la rigidez del conjunto.
Las distancias entre las diversas barras de armaduras deben mantener una separación mínima que está normalizada para permitir una correcta colocación del hormigón entre las barras de forma que no queden huecos o coqueras durante la compactación del hormigón.
De igual manera el espacio libre entre las barras de acero y el encofrado, llamado recubrimiento, debe mantener una separación mínima, también normalizada, que permita el relleno de este espacio por el hormigón. Este espacio se controla por medio de separadores que se colocan entre la armadura y el encofrado.
Encofrado
El encofrado debe contener y soportar el hormigón fresco durante su endurecimiento manteniendo la forma deseada sin que se deforme. Suelen ser de madera o metálicos y se exige que sean rígidos, resistentes, estancos y limpios. En su montaje deben quedar bien sujetos de forma que durante la consolidación posterior del hormigón no se produzcan movimientos.
Antes de reutilizar un encofrado debe limpiarse bien con cepillos de alambre eliminando los restos de mortero que se hayan podido adherir a la superficie. Para facilitar el desencofrado se suelen aplicar al encofrado productos desencofrantes; estos deben estar exentos de sustancias perjudiciales para el hormigón.
Colocación y compactación
El vertido del hormigón fresco en el interior del encofrado debe efectuarse evitando que se produzca la segregación de la mezcla. Para ello se debe evitar verterlo desde gran altura, hasta un máximo de dos metros de caída libre y no se debe desplazar horizontalmente la masa.
Se coloca por capas o tongadas horizontales de espesor reducido para permitir una buena compactación (hasta 40 cm en hormigón en masa y 60 cm en hormigón armado). Las distintas capas o tongadas se consolidan sucesivamente, trabando cada capa con la anterior con el medio de compactación que se emplee y sin que haya comenzado a fraguar la capa anterior.
Para conseguir un hormigón compacto, eliminando sus huecos y para que se obtenga un completo cerrado de la masa, hay varios sistemas de consolidación. El picado con barra, que se realiza introduciéndola sucesivamente, precisa hormigones de consistencias blandas y fluidas y se realiza en obras de poca importancia resistente. La compactación por golpeo repetido de un pisón se emplea en capas de 15 o 20 cm de espesor y mucha superficie horizontal. La compactación por vibrado es la habitual en hormigones resistentes y es apropiada en consistencias secas.
El vibrador más utilizado es el de aguja, un cilindro metálico de 35 a 125 mm de diámetro cuya frecuencia varía entre 3000 y 12 000 ciclos por minuto. La aguja se dispone verticalmente en la masa de hormigón fresco, introduciéndose en cada tongada hasta que la punta penetre en la capa anterior y cuidando de no tocar las armaduras pues la vibración podría separar la masa de hormigón de la armadura. Mediante el vibrado se reduce el aire contenido en el hormigón sin compactar que se estima del orden del 15 al 20 % hasta un 2-3 % después del vibrado.
Curado
El curado es una de las operaciones más importantes en el proceso de puesta en obra por la influencia decisiva que tiene en la resistencia del elemento final. Durante el fraguado y primer endurecimiento se producen pérdidas de agua por evaporación, formándose huecos capilares en el hormigón que disminuyen su resistencia. En particular el calor, la sequedad y el viento provocan una evaporación rápida del agua incluso una vez compactado. Es preciso compensar estas pérdidas curando el hormigón añadiendo abundante agua que permita que se desarrollen nuevos procesos de hidratación con aumento de la resistencia.
Hay varios procedimientos habituales para curar el hormigón. Desde los que protegen del sol y del viento mediante tejadillos móviles, plásticos; mediante riegos de agua en la superficie; la inmersión en agua empleada en prefabricación; los productos de curado aplicados por pulverización; los pulverizados a base de resinas forman una película que impide la evaporación del agua, se trata de uno de los sistemas más eficaces y más costosos.
Desencofrado y acabados
La retirada de los encofrados se realiza cuando el hormigón ha alcanzado el suficiente endurecimiento. En los portland normales suele ser un periodo que oscila entre 3 y 7 días.
Una vez desencofrado hay que reparar los pequeños defectos superficiales normalmente huecos o coqueras superficiales. Si estos defectos son de grandes dimensiones o están en zonas críticas resistentes puede resultar necesario la demolición parcial o total del elemento construido.
Es muy difícil que queden bien ejecutadas las aristas vivas de hormigón, por ello es habitual biselarlas antes de su ejecución. Esto se hace incorporando en las esquinas de los encofrados unos biseles de madera llamados berenjenos.

## Producción mundial y sostenibilidad
La producción mundial del cemento fue de más de 2500 millones de toneladas en 2007. Estimando una dosificación de cemento entre 250 y 300 kg de cemento por metro cúbico de concreto u hormigón, significa que se podrían producir de 8000 a 10 000 millones de metros cúbicos, que equivalen a 1,5 metros cúbicos de hormigón por persona. Ningún material de construcción ha sido usado en tales cantidades y en un futuro no parece existir otro material de construcción que pueda competir con el concreto en magnitud de volumen.
| País           | 2012      | 2011      | 2010      |
| -------------- | --------- | --------- | --------- |
| China          | 2 210 000 | 2 100 000 | 1 880 000 |
| India          | 270 000   | 250 000   | 220 000   |
| Estados Unidos | 74 900    | 68 600    | 67 200    |
| Irán           | 70 000    | 66 000    | 55 000    |
| Brasil         | 68 800    | 62 600    | 59 100    |
| Turquía        | 63 800    | 63 400    | 62 700    |
| Rusia          | 61 700    | 56 200    | 50 400    |
| Vietnam        | 55 500    | 58 200    | 55 800    |
| Egipto         | 55 200    | 43 400    | 44 600    |
| Japón          | 54 700    | 51 300    | 51 500    |
| TOTAL MUNDIAL  | 3 820 000 | 3 650 000 | 3 290 000 |

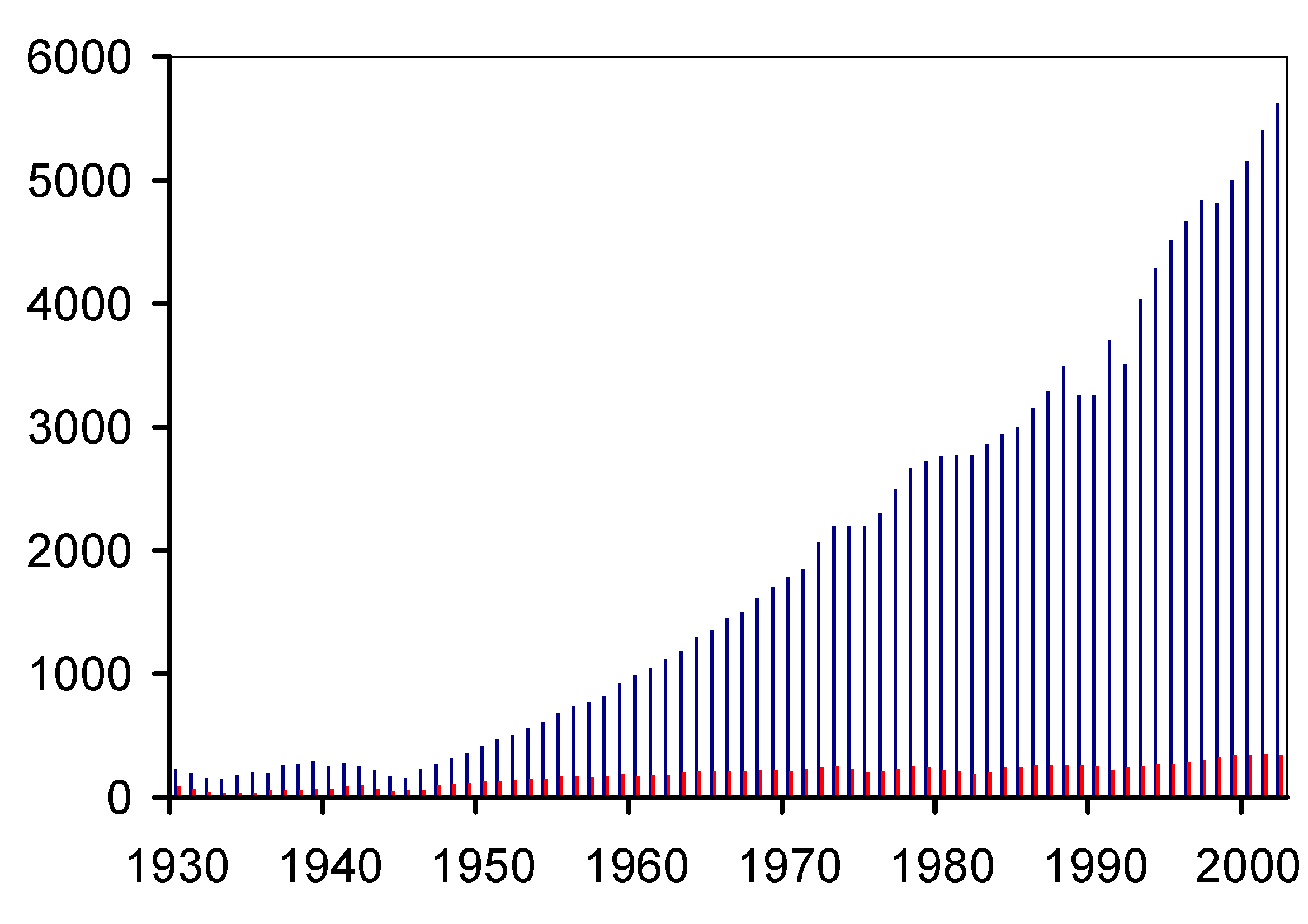
Producción mundial de concreto.
Producción en Estados Unidos Datos en millones de metros cúbicos.

Esta producción masiva de hormigón conlleva que la mayor parte de estructuras y edificios en el mundo estén hechos en parte de este material. Respeto al medio ambiente, el hormigón es 100 % reciclable y tiene «efecto de sumidero de CO2», esto es, posee la capacidad de absorber el dióxido de carbono de la atmósfera, reduciendo de esta forma la cantidad del mismo en el aire, lo que lo convierte en un recurso estrella en materia de sostenibilidad. La cualidad de ser un aislante térmico permite que se reduzca el consumo energético global como consecuencia de los picos de temperatura, minimizando el coste energético de los edificios, así como también colaborando en la reducción de gases de efecto invernadero implicados en la producción de energía. Su resistencia elevada le confiere a edificios y puentes mucha fortaleza ante el fuego o fenómenos naturales tales como los seísmos, mejorando el servicio de estructuras e infraestructuras y su nivel de seguridad social, lo que provee una durabilidad prolongada a las mismas, permitiendo su conservación con pocos gastos de mantenimiento y, por ende, su viabilidad económica.

## Críticas al uso masivo de hormigón
El filósofo alemán Anselm Jappe, realiza un crítica al uso masivo del hormigón en su libro de 2020 "Hormigón. Arma de construcción masiva del capitalismo". Repasa sus problemas de deterioro, la excesiva extensión de su uso, por su bajo precio, en todos los sectores de ingeniería y arquitectura, el abandono de otros materiales tradicionales, la pérdida de profesiones y saberes relacionados con la albañilería. Comienza su libro con el capítulo "Un puente se derrumba" sobre el derrumbamiento del Puente Morandi en 2018 en Génova. Menciona entre otros, el que considera el desastre de la ciudad planificada de Chandigarh, en la India, por el deterioro del hormigón, diseñada por Le Corbusier, a quien considera un arquitecto nefasto.

### Normativa
- Europea: Eurocódigo 2
- Española: EHE (derogada en 2021 con la aprobación del Código Estructural en el Real Decreto 470/2021, de 29 de junio).[56]

### Ensayos
- Ensayo de compresión
- Ensayo de tracción

### Varios
- Proyecto de obra
- Aluminosis